# Chrysler New Yorker
Chrysler New Yorker (Крайслер Нью Йоркер) — американський великий легковий автомобіль, що випускався Chrysler Corporation з 1940 по 1996 рік.
Велику частину своєї історії ця модель займала в модельному ряду корпорації проміжне положення між дешевшими масовими моделями та ексклюзивними Chrysler Imperial та Imperial, приблизно відповідаючи автомобілів таких конкурентних брендів, як Buick, Oldsmobile та Mercury.
Після припинення виробництва автомобілів під маркою Imperial в 1976 році, New Yorker став флагманом концерну, і утримувався в цьому положенні до самого зняття з виробництва, з короткими перервами в 1981 - 1983 та 1990 - 1993 роках, коли на кілька років було відроджено ім'я «Imperial».
У всіх поколіннях ця модель була одним з найбільш дорогих і дорого оснащених автомобілів марки.

## 1940–1942

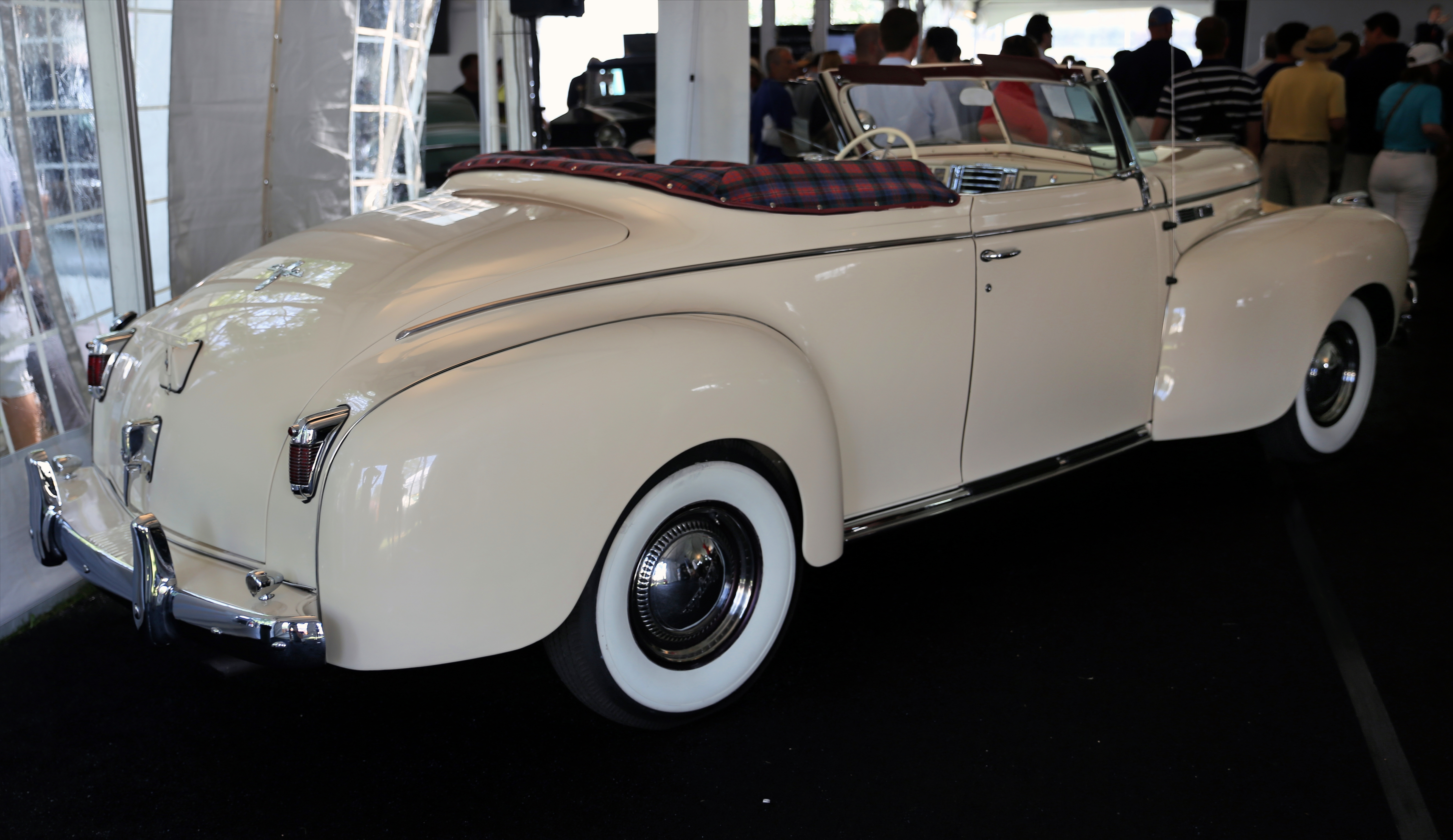
Модель 1940 року

Модель New York Special була спочатку представлена як окрема підсерія Chrysler Imperial 1938 року. Він був доступний у 1938 році як 4-дверний седан з 298.7 куб. дюймовим рядним 8-циліндровим двигуном і щедрим асортиментом комфорту й простору для пасажирів (серія C19). В 1939 році її розширили з додатковими двома версіями купе і 2-дверним седаном, та більш потужним двигуном. Тепер в серії C23 модель мала назву «New Yorker», відкинувши вставку «Special».
Перші кабріолети були представлені з повністю новим дизайном кузова моделей 1940 року. Це був перший New Yorker, серія C26, який визнали окремою моделлю, а не версією Imperial. Він також побачив представлення Fluid Drive, гідромуфти між двигуном і трансмісією. Єдиною доступною трансмісією була базова ручна 3-ступенева. Був також New Yorker Highlander, спеціальна версія з сидіннями-шотландками й іншими елементами інтер’єру.

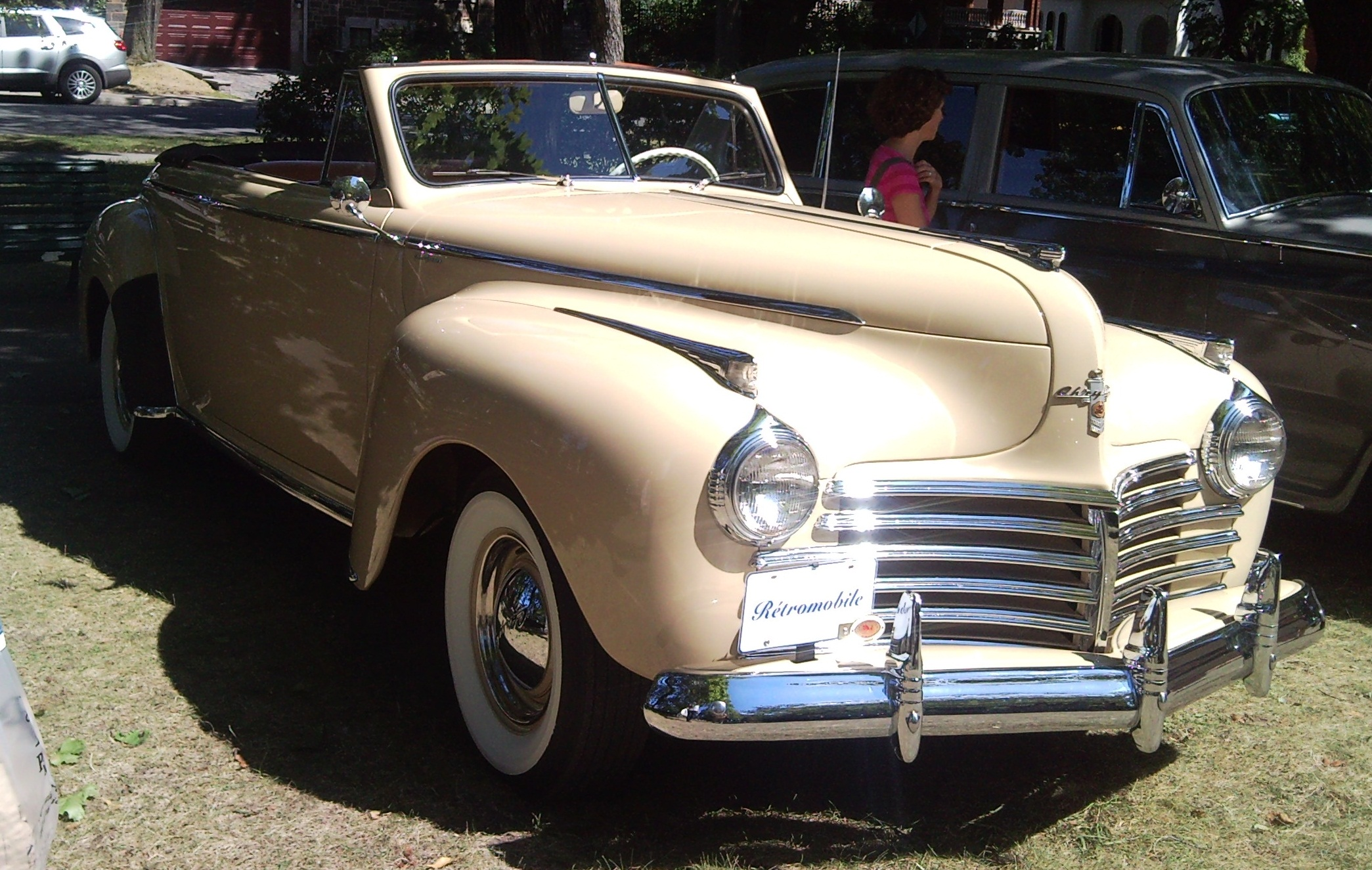
Модель 1941 року

Злегка оновлені кузови були представлені в 1941 році, де бізнес-купе мало 3-віконний дизайн. Всі кузови були злегка ширшими і нижчими, зі збільшеною площею скляної поверхні. Іншою новою моделлю був Town Sedan, в якого задні двері мали навіси на передніх кінцях. Цього року Vacamatic був зроблений доступним, хоча, на відміну від версії на 6-циліндрових моделях, версія Saratoga/New Yorker була з 3-ступеневою трансмісією з овердрайвом.

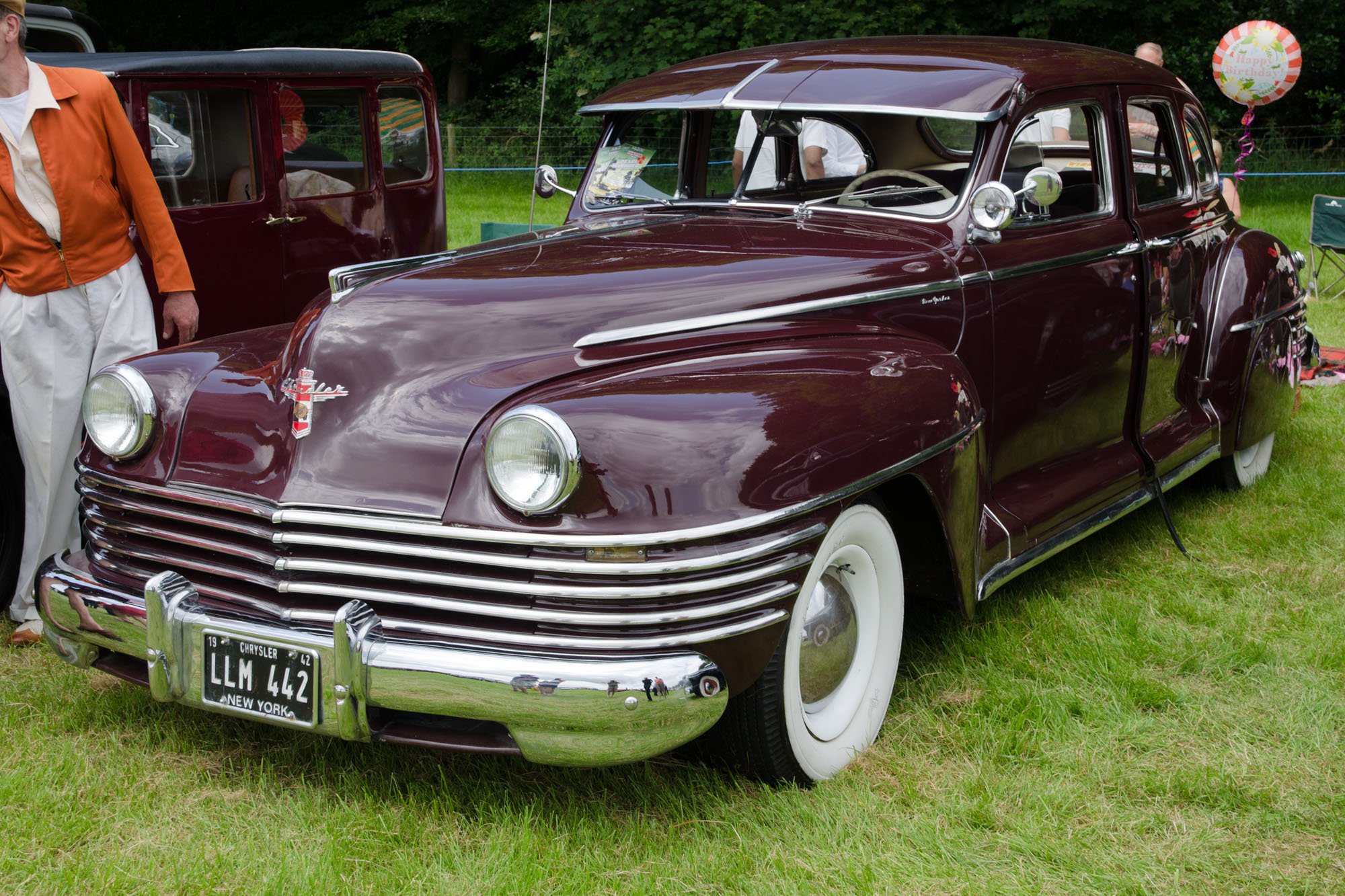
Модель 1942 року

Внаслідок вступу Америки в Другу світову війну 7 грудня 1941 року, все автомобільне виробництво було призупинене в лютому 1942 року. Таким чином, 1942 модельний рік тривав грубо половину від нормального. Автомобілі, побудовані після грудня 1941 року мали маскувальне оздоблення. 1942-гі були досить новими в дизайні, де простежувався перехід до повоєнного понтонного стилю, з більш інтегрованими в кузов крилами. Решітка радіатора складалась з п’яти горизонтальних хромованих брусів, які обгортали перед, досягаючи краю передніх колісних арок. 12,145 машин New Yorker серії C36 було побудовано того року.
Chrysler буде виготовляти і експериментувати з двигунами для танків і літаків протягом Другої світової війни. Одне післявоєнне застосування цього призведе до створення Hemi першої генерації 1950-х.

## 1946–1948

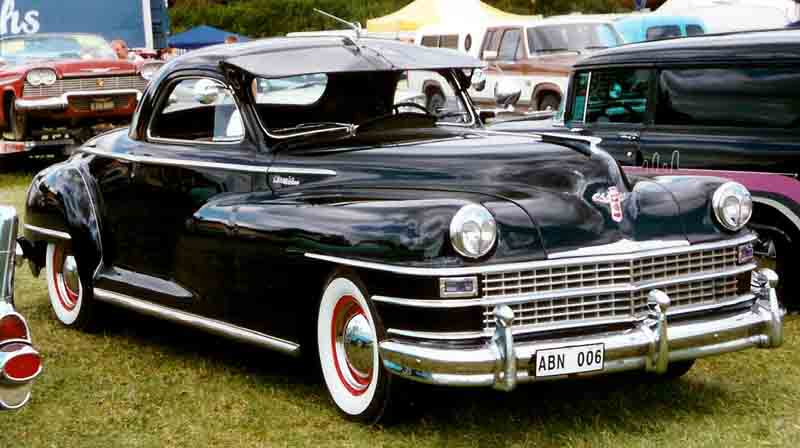
Купе 1947 року

Після війни New Yorker став окремою серією.
На відміну від більшості автомобільних компаній, Chrysler не робив суттєвих змін з кожним модельним 1946–1948 роком. Отже моделі Chrysler 1946–1948 рр. мали той самий основний зовнішній вигляд, відомий за «решітку-гармошку», заснований на кузові моделей 1941 року. 1947 побачив мале оновлення шин, оздоблення й панелі приладів, тоді як перші моделі 1948 року були 1947-го з жодними видимими змінами.
Післявоєнні Chrysler продовжували пропонувати Fluid Drive, де тепер New Yorker пропонував справжню 4-ступеневу напівавтоматичну трансмісію.

## 1949–1954

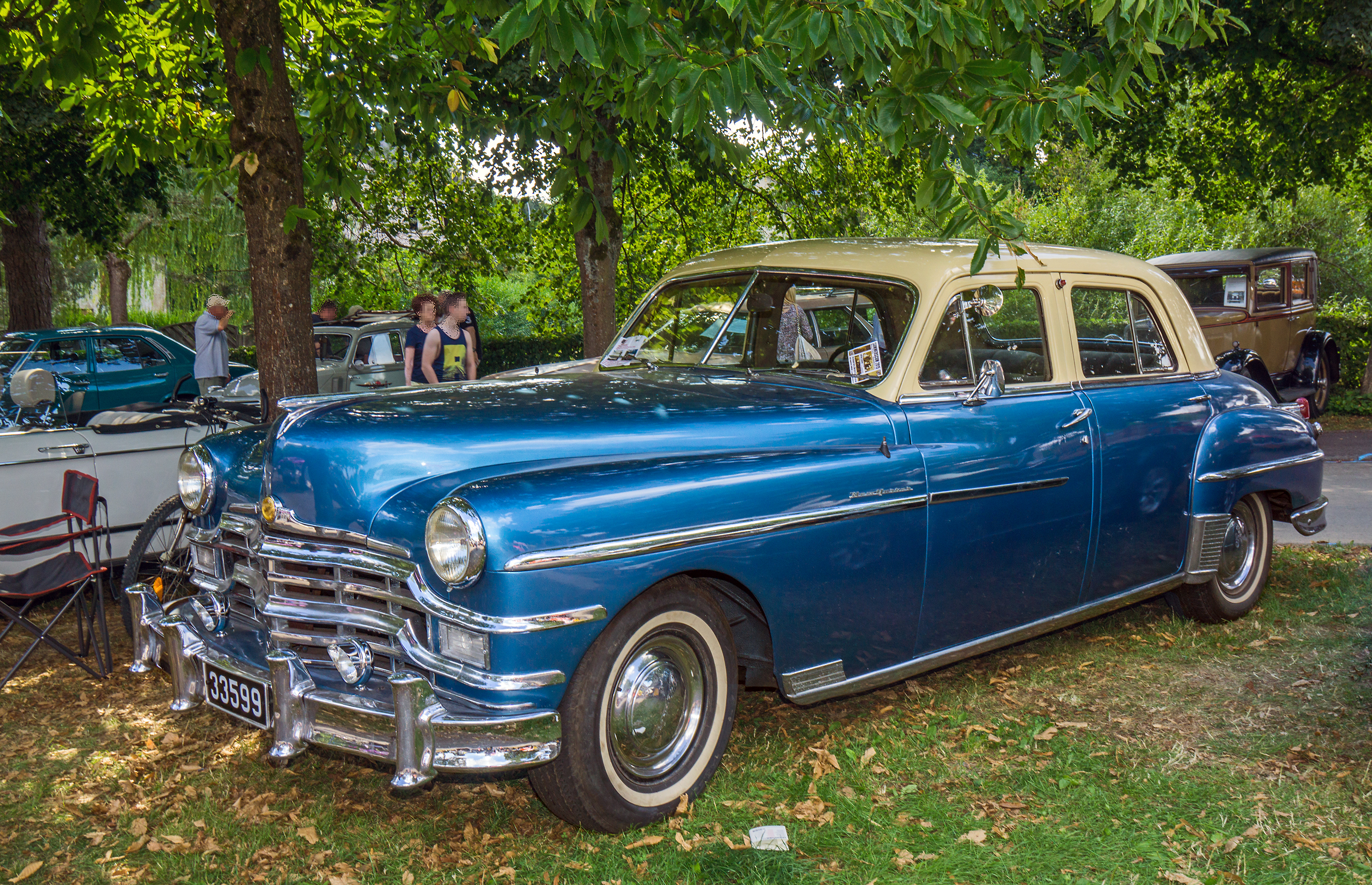
Седан 1949 року

New Yorker 1949 року використовував новий післявоєнний кузов Chrysler Corporation, який він ділив з Dodge і DeSoto, з понтоном і 3-об’ємним силуетом. Двигун залишився 323.5-куб. дюймовою рядною вісімкою в парі з Fluid Drive і 4-ступеневою напівавтоматичною трансмісією Prestomatic. Види кузова були зменшені до клуб-купе, 4-дверного седана і кабріолета. Колісна база на New Yorker була збільшена до 131.5 дюйма (3,340 мм) від рами 127.5 дюймів (3,240 мм), представленої в 1941 році. Попередній дизайн був збережений аж до початку 1949, так як застосування нової серії (C46) було відкладене через страйк в кінці 1948 року.
New Yorker 1950 року був більш люксовим, ніж звичайні 8-циліндрові Chrysler (Saratoga мав вісімку з простішим оздобленням) з доступною в кількох кольорах оббивкою салону (незвична для 1950 року), рядним 8-циліндровим двигуном Spitfire 135 к. с. (101 кВт) і просторовим інтер’єром, маючи сидіння "chair height". Трансмісія "Prestomatic" fluid drive мала два передні діапазони, кожен з яких мав по дві ступені. В простому водінні, був залучений високий діапазон з використанням зчеплення. Автомобіль тоді можна було вести без використання зчеплення (якщо не було потреби заднього ходу чи низького діапазону); на будь-якій швидкості вище 13 миль/год. (21 км/год.), водій відпускав акселератор і трансмісія переключалась на вищу передачу діапазону легким глухим звуком. Коли автомобіль зупинявся, нижча передача знову була залучена.
Великою новиною 1950 року був 2-дверний хардтоп, або Special Club Coupe, як його називав Chrysler в серії New Yorker. Модель називалась Newport в продажній літературі. Також, Chrysler додав м’яку гумову накладку на панелі приладів для безпеки.

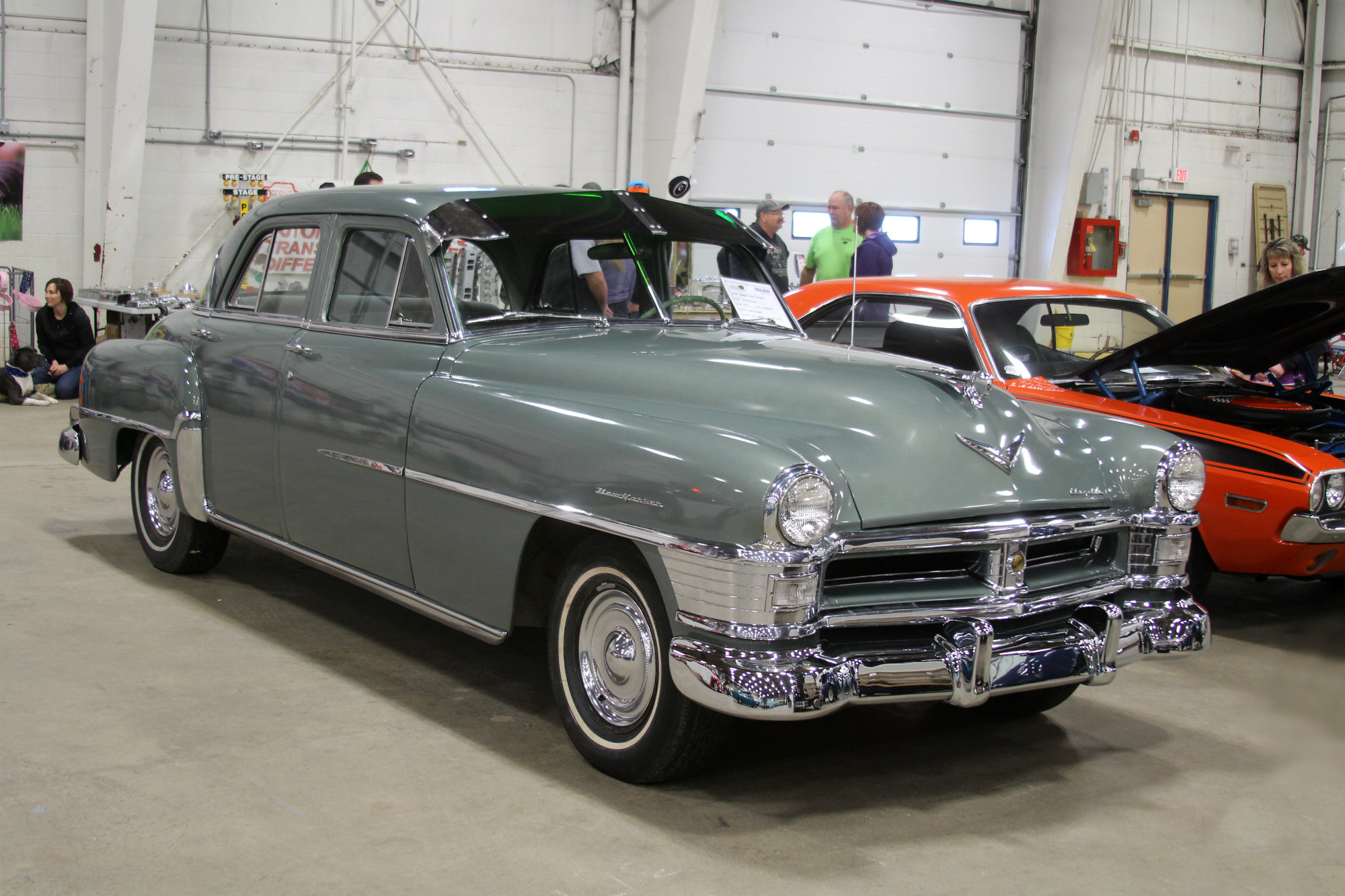
Седан 1951 року

В 1951 році Chrysler представив 180 к. с. (130 кВт) двигун FirePower Hemi. Двигун став популярним вибором серед шанувальників швидкої їзди і схожих гонщиків, тенденція, яка продовжує процвітати сьогодні з її моделлю-тезкою другої генерації. Автомобілі з двигуном FirePower Hemi могли розганятись від 0 до 60 миль/год. (97 км/год.) за 10 секунд, швидше, ніж двигун Rocket на Oldsmobile 88 того часу.
New Yorker також пропонував Fluid Torque Drive, справжній гідротрансформатор, замість Fluid Drive. Автомобілі з Fluid Torque Drive йшли лише з напівавтоматичною трансмісією Fluid Matic і мав важіль переключення передач на колонці керма. Підсилювач керма, перший в індустрії, появився як опція на автомобілях Chrysler з двигуном Hemi. Він продавався під назвою Hydraguide.
Універсал пропонувався в 1951 році, зі збудованими лише 251. Його 131.5 дюймова (3,340 мм) колісна база є найдовшою зі всіх, які застосовувались на універсалі.
В 1952 відбувся малий редизайн задніх ліхтарів з сигналами заднього ходу в нижчій секції. Це був останній рік для шасі зі 131.5 дюймовою (3,340 мм) колісною базою на New Yorker.
В 1952 році Гарольд A. Кларк використав New Yorker як базу для повно-розмірного спортивного автомобіля під назвою Clark Cyclonic. Ціна була приблизно $15,000 і Кларк планував виготовити 48 за перший рік. Чи досяг цей автомобіль кількості свого випуску, невідомо. Франциско Роша був першим, хто його купив.

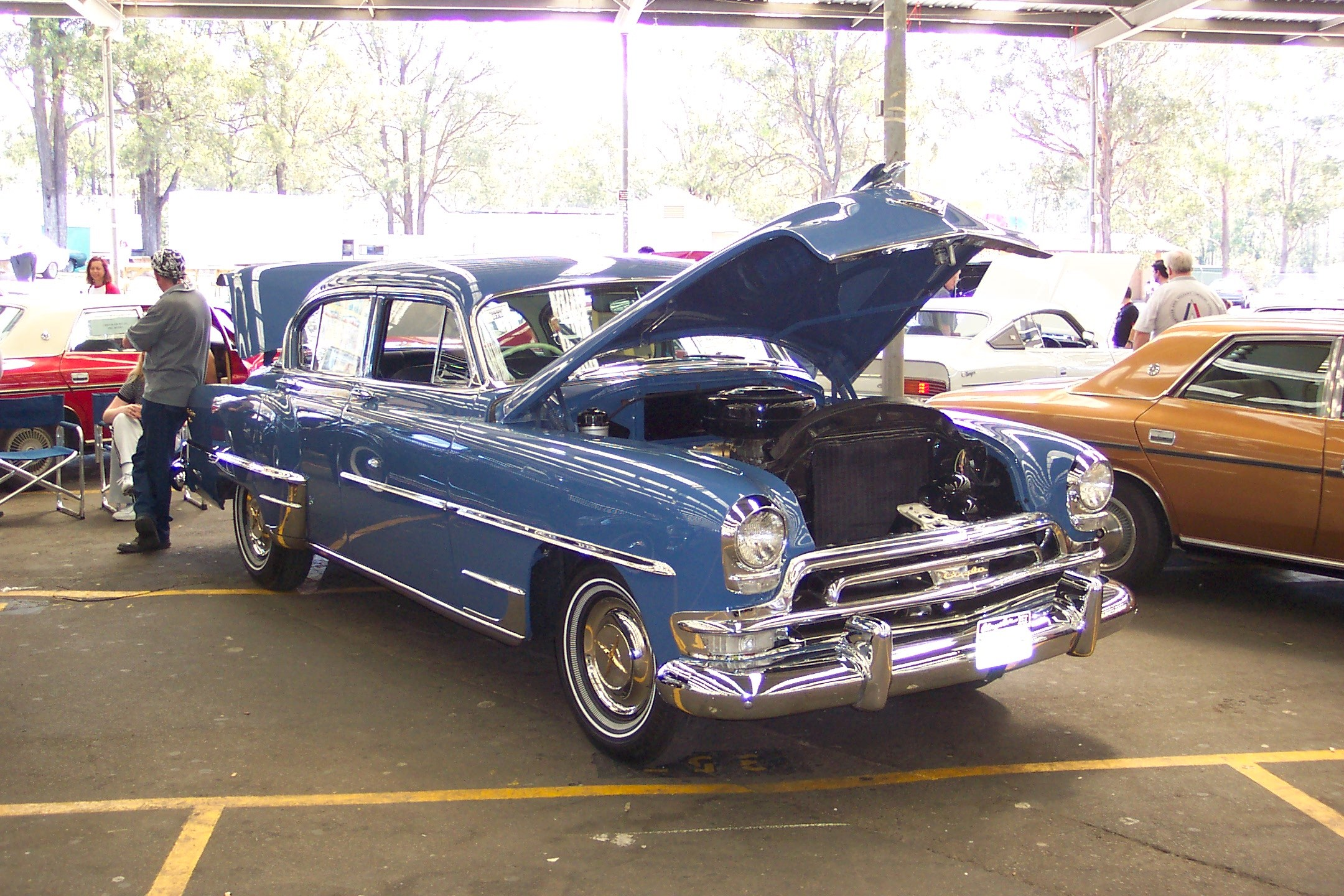
Модель 1953 року

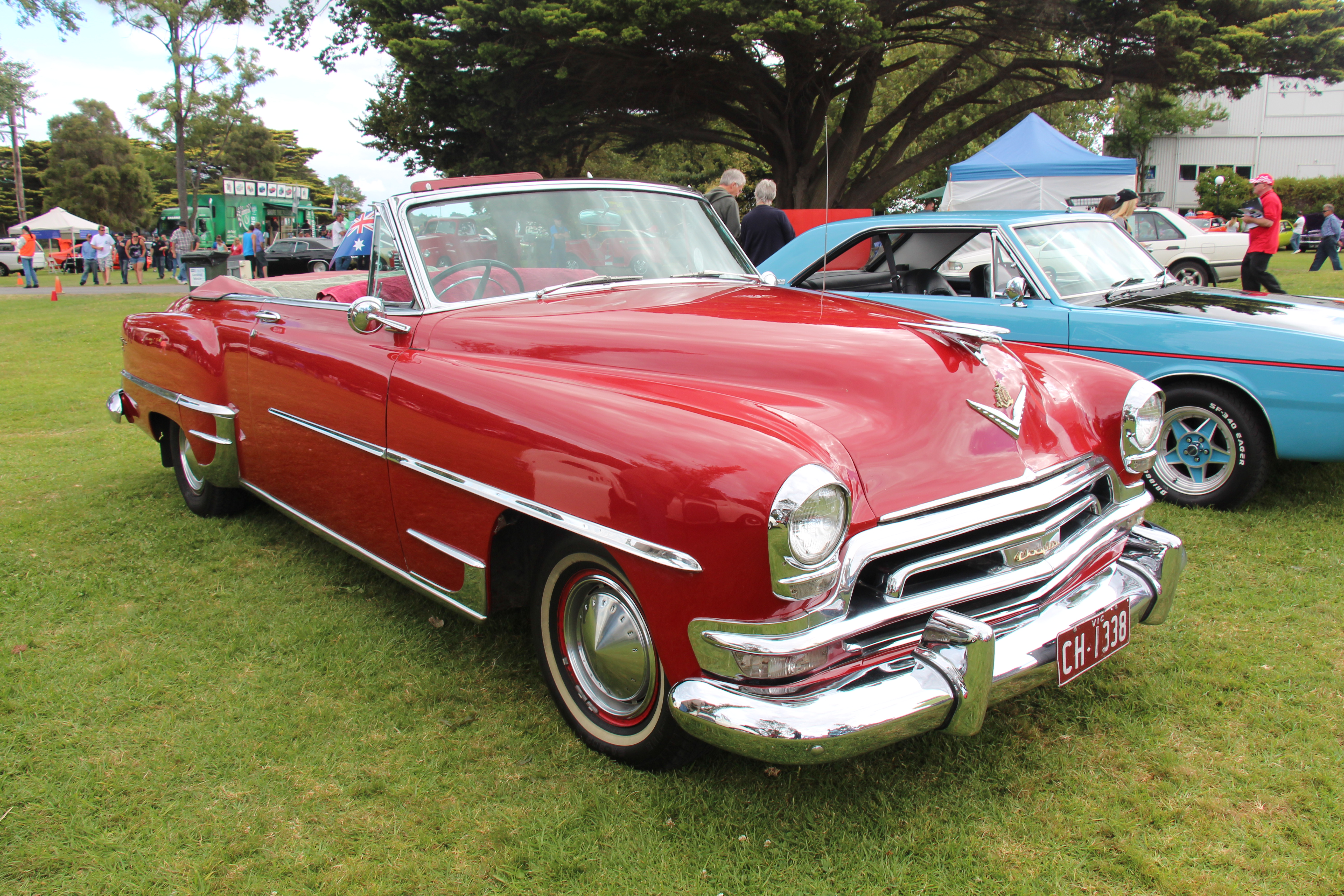
Хардтоп 1954 року

В 1953 році був менш громіздкий стиль зі зменшеною колісною базою до 125.5 дюймів (3,190 мм), суцільне гнуте вітрове скло й інтегровані в кузов задні крила. Дротяні колеса тепер були опцією. Saratoga 1952 року став New Yorker в 1953 році, тоді як колишній New Yorker тепер був New Yorker DeLuxe. Кабріолет і хардтоп Newport були доступні лише в New Yorker DeLuxe, тоді як базовий New Yorker пропонував довго-базовий седан і універсал Town & Country. Кабріолет був найдорожчою моделлю New Yorker на 125.5 дюймовому (3,190 мм) шасі в 1953 році за $3,980 – було збудовано лише 950 машин. Також новими були висувні дверні ручки.
В 1954 році була преміум версія стандартного розміру кузова 1950-х. Інтерес Крайслера в 6-циліндрових машинах почав спадати на користь популярного FirePower Hemi V8. New Yorker продавався за більш доступну ціну: $3,230 за стандартний і $3,400 за DeLuxe.
Стандартна модель мала м’яку віддачу 195 к. с. (145 кВт), тоді як DeLuxe використовувалась як стендова з можливостями двигуна видавати 235 к. с. (175 кВт). (Про таку потужність не чули в 1954 році від своїх конкурентів.)
Щоправда представлені майже наприкінці 1953 модельного року, всі New Yorker 1954 року були доступні з новою 2-ступеневою автоматичною трансмісією Powerflite. Fluid Torque Drive і Fluid Matic були відкинені. 1954 був останнім роком для пропозиції довго-базового седана Chrysler.

## 1955–1956

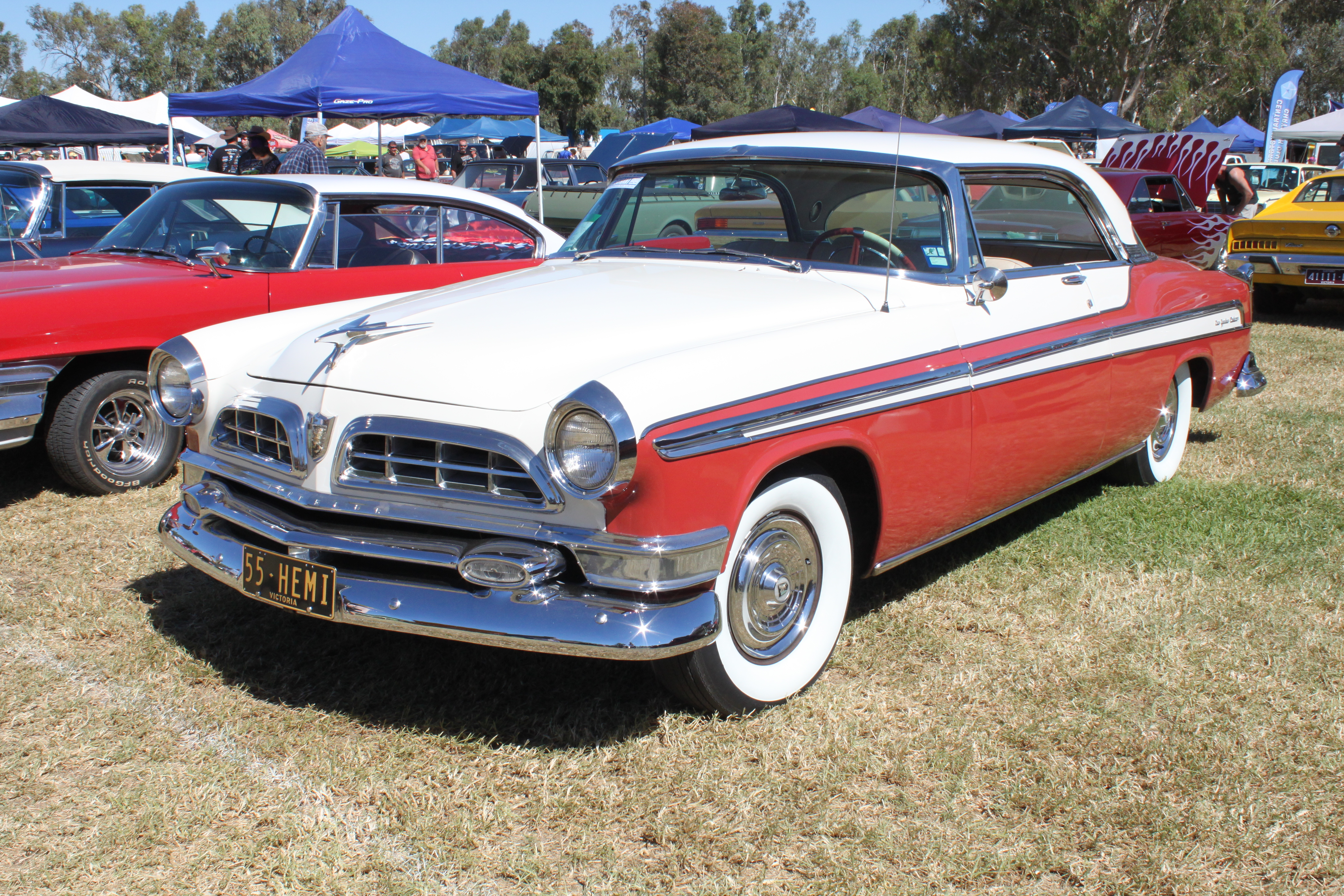
Купе 1955 року

В 1955 році, Chrysler покінчив з дизайном високої лінії даху К.Т. Келлера і прийшов з новим седаном, який запозичив стильові риси від виготовленого на замовлення Imperial Parade Phaeton 1952 року Вірджила Екснера. Двигун Hemi видавав 250 к. с. (190 кВт) того року. Результат став поступово зростаючою тенденцією зростання потужності двигуна протягом наступних двох десятиліть з Chrysler і його конкурентами. Трансмісія Powerflite контролювалась за допомогою важеля на панелі приладів.

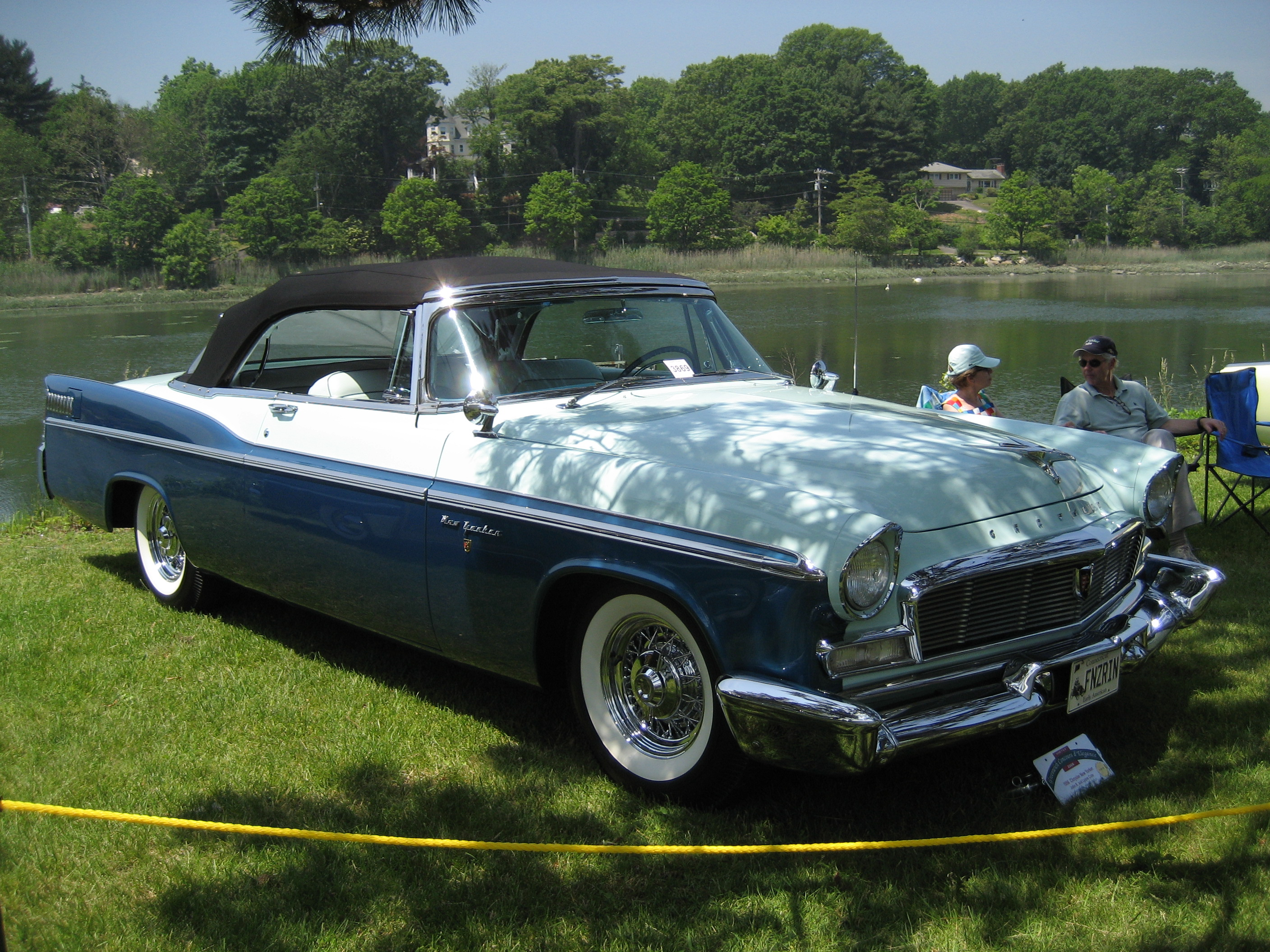
Купе 1956 року

Серія називалась New Yorker DeLuxe з відкиненим базовим New Yorker. Клуб-купе було відкинене і замінене на 2-дверний хардтоп Newport. Новий вище оцінений 2-дверний хардтоп St.Regis заповнив нішу колишнього Newport. Седан, кабріолет і універсал Town & Country все ще пропонувались.
1956 модельний рік Chrysler охрестив "PowerStyle" і це була одна з дизайн-робіт Вірджила Екснера. New Yorker отримав нову сітчасту решітку радіатора, шкіряні сидіння, кнопковий селектор PowerFlite, і V8 з 280 к. с. (210 кВт).
На 2-дверний хардтоп St. Regis давали унікальне 3-тонове забарвлення за вищу ціну і модель універсала Town & Country була найдорожчим автомобілем Chrysler 1956 року за $4,523. Це був перший рік для 4-дверного хардтопа New Yorker. Було виготовлено лише 921 кабріолет.

## 1957–1959

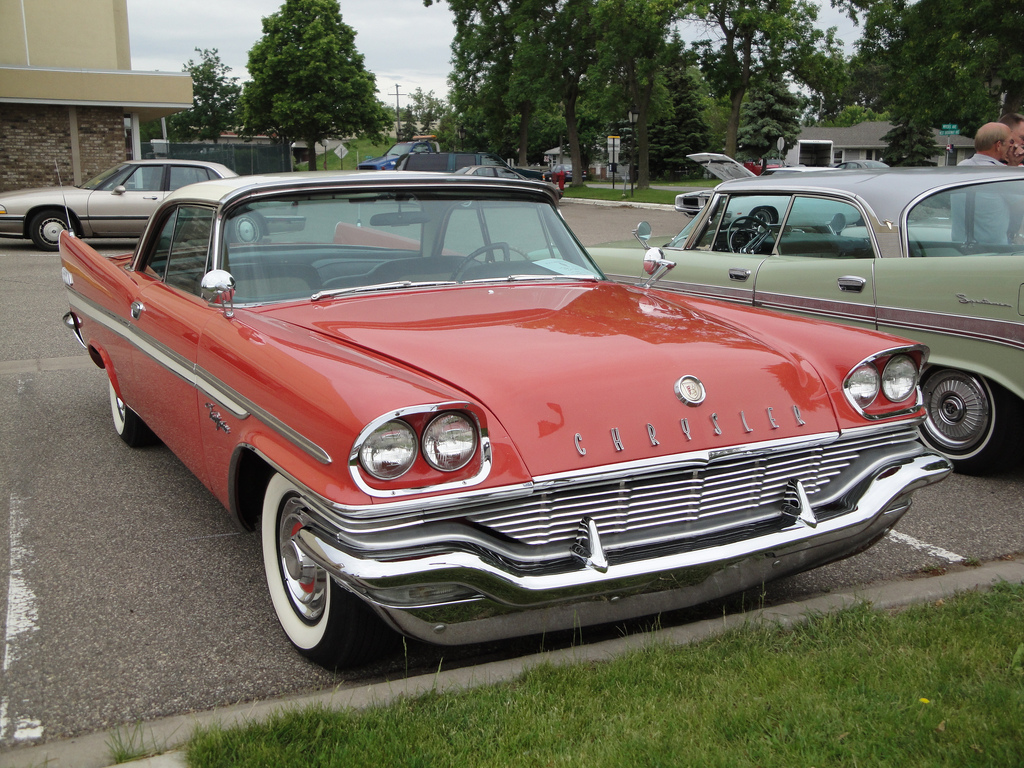
Модель 1957 року

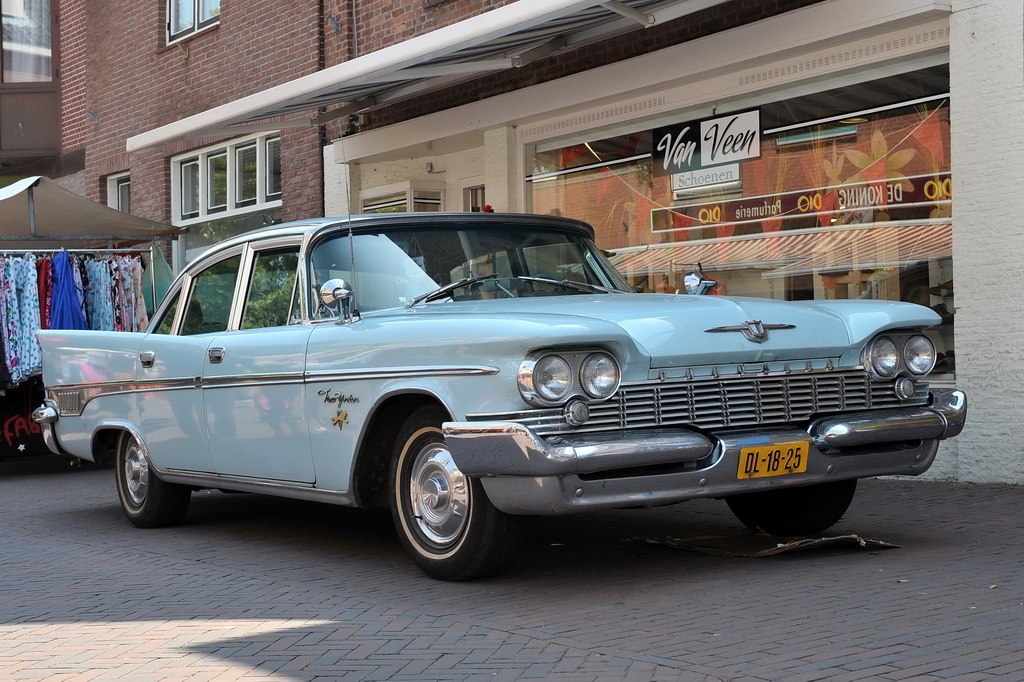
Седан 1959 року

Цього року, автомобілі Chrysler були перероблені зі стилем Вірджила Екснера "Forward Look", вартістю $300 млн. New Yorker 1957 року мав потужний 392 куб. дюймовий (6,4 л) двигун Hemi V8 оцінений в 325 к. с. (242 кВт). Цей стильний автомобіль добре продавався зі збудованими 10,948, але лише 1,049 кабріолетами. Моделі 1957 року також йшли з 3-ступеневою автоматичною трансмісією TorqueFlite і торсіоновою підвіску під назвою Torsion-Aire, яка давала автомобілю гладкіше керування і якість їзди. New Yorker також хизувався плавниками, які піднімались прямо за передніми дверима.

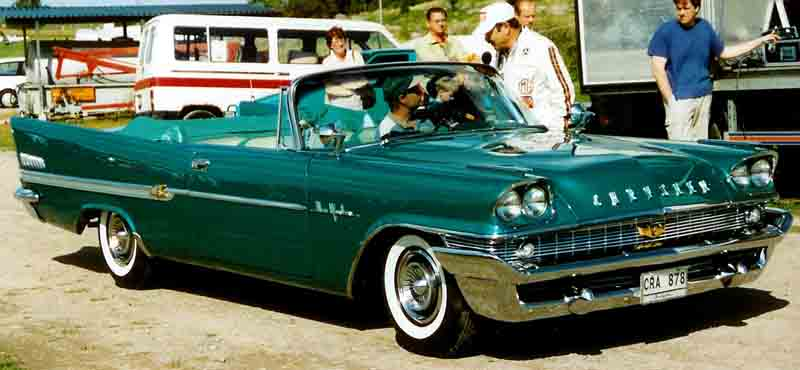
Кабріолет 1958 року

Моделі початку року мали ординарні передні фари і опційні подвійні, якщо регламент штату їх дозволяв. Ординарні фари були відкинені пізніше в році.
В 1958 році Forward Look залишається незмінним, але з новим боковим оздобленням кузова, зменшеними задніми ліхтарями і 345 к. с. (257 кВт). Кабріолет був все ще доступним, з виготовленими лише 666 і відомо про існування лише 15 з них у 2008. Продажі були міцними, але знизились з останнього року через рецесію 1958 року. Репутація автомобіля також впала через проблеми з іржею, спричинені прискореним виробництвом і тестуванням.
Величезною новиною від Chrysler в 1958 році було представлення системи круїз-контролю під назвою "Auto-Pilot".
В 1959 році, New Yorker мав новий 413 куб. дюймовий (6,8 л) 350 к. с. (260 кВт) Golden Lion V8, нові плавники, новий передок, і не було Hemi. Виробництво FirePower (1G) Hemi було закінчене і був замінений менш дорогим і легшим клиноподібним двигуном Wedgehead V8. Hemi більше не повернувся на New Yorker і модель повільно закінчила свій імідж швидкого автомобіля і перейшла в розряд люкс-автомобіля. Сам двигун Hemi повернувся на автомобілі Mopar до 1964 року без 426 Hemi другої генерації.

## 1960–1964

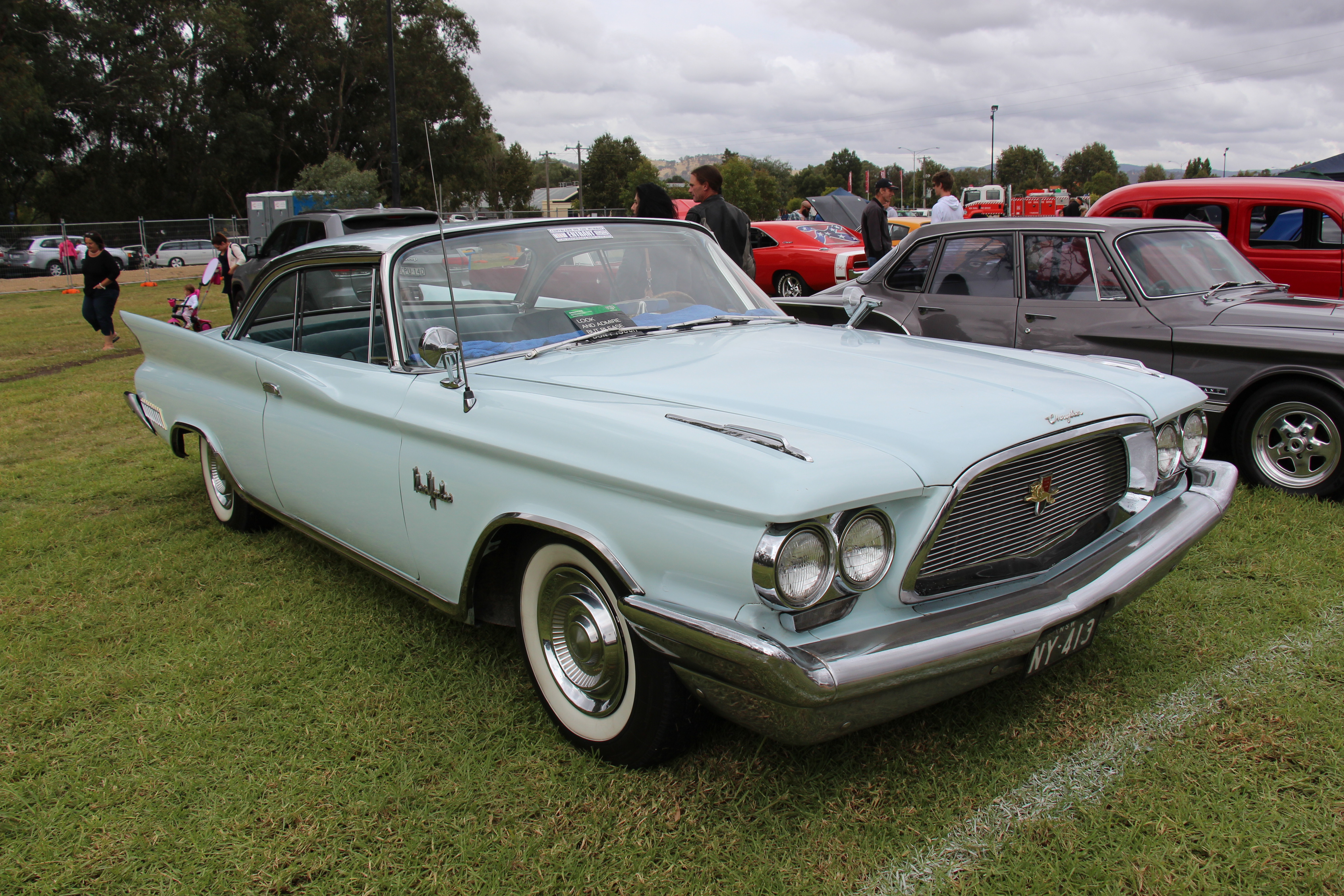
Хардтоп 1960 року

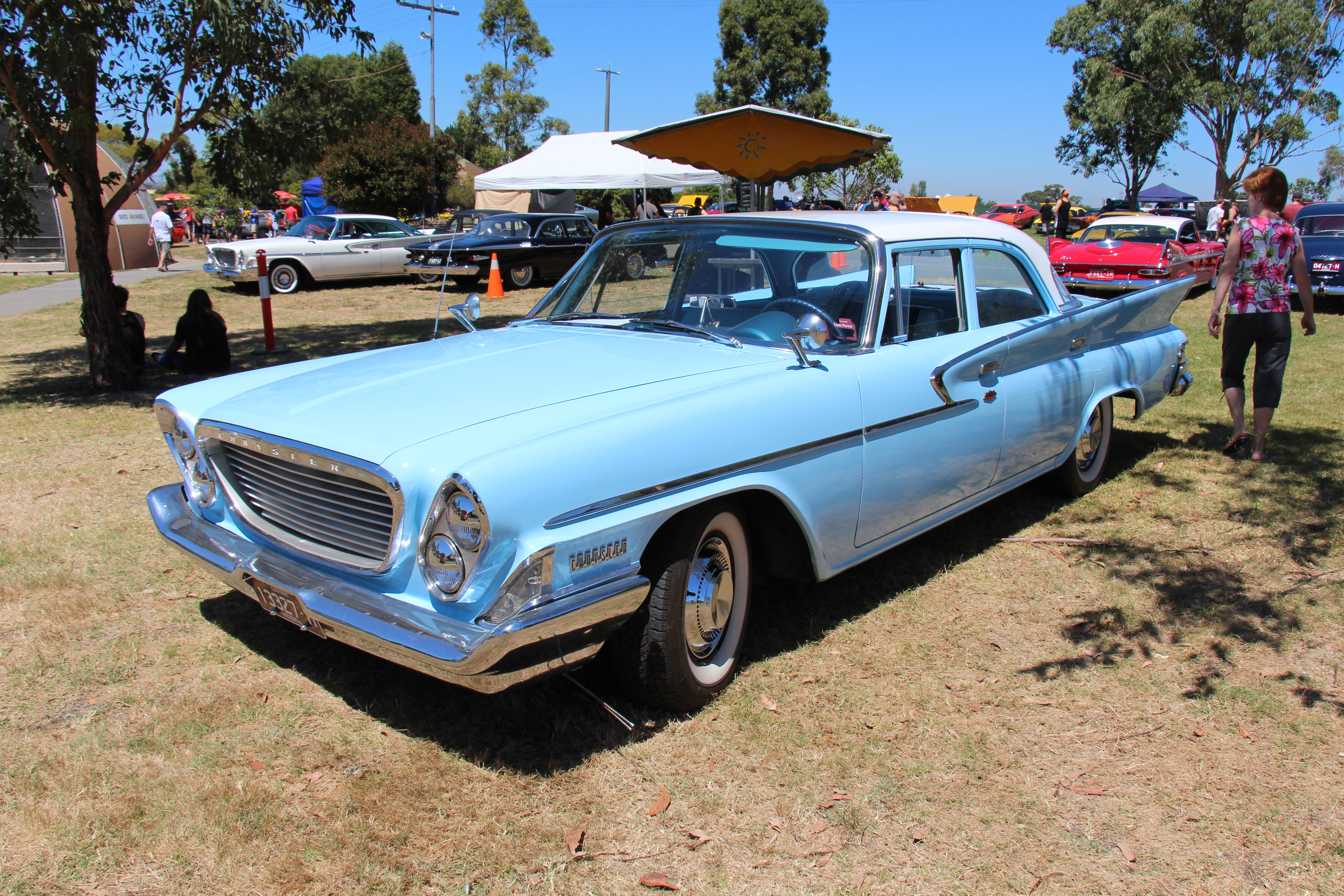
Седан 1961 року

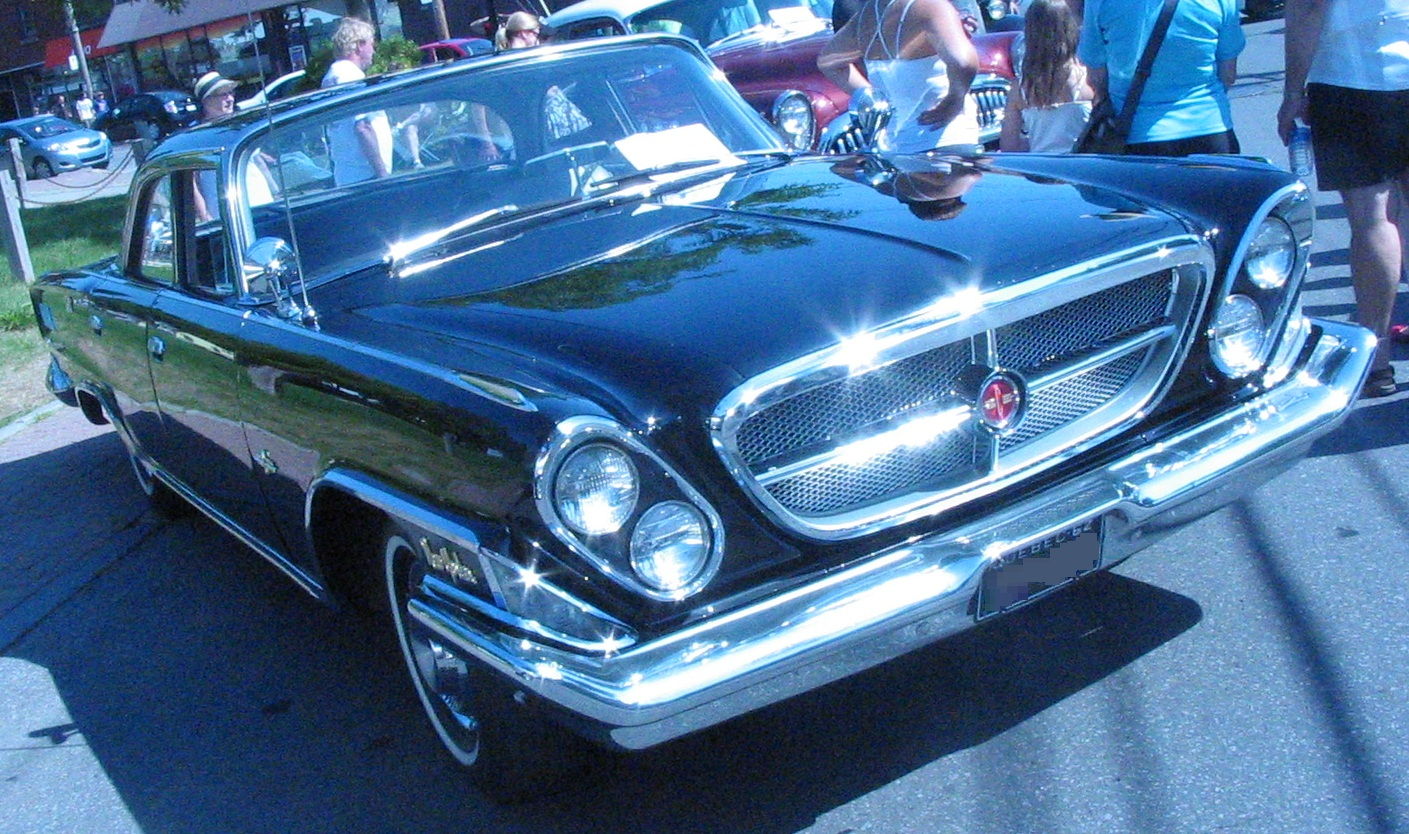
Модель 1962 року

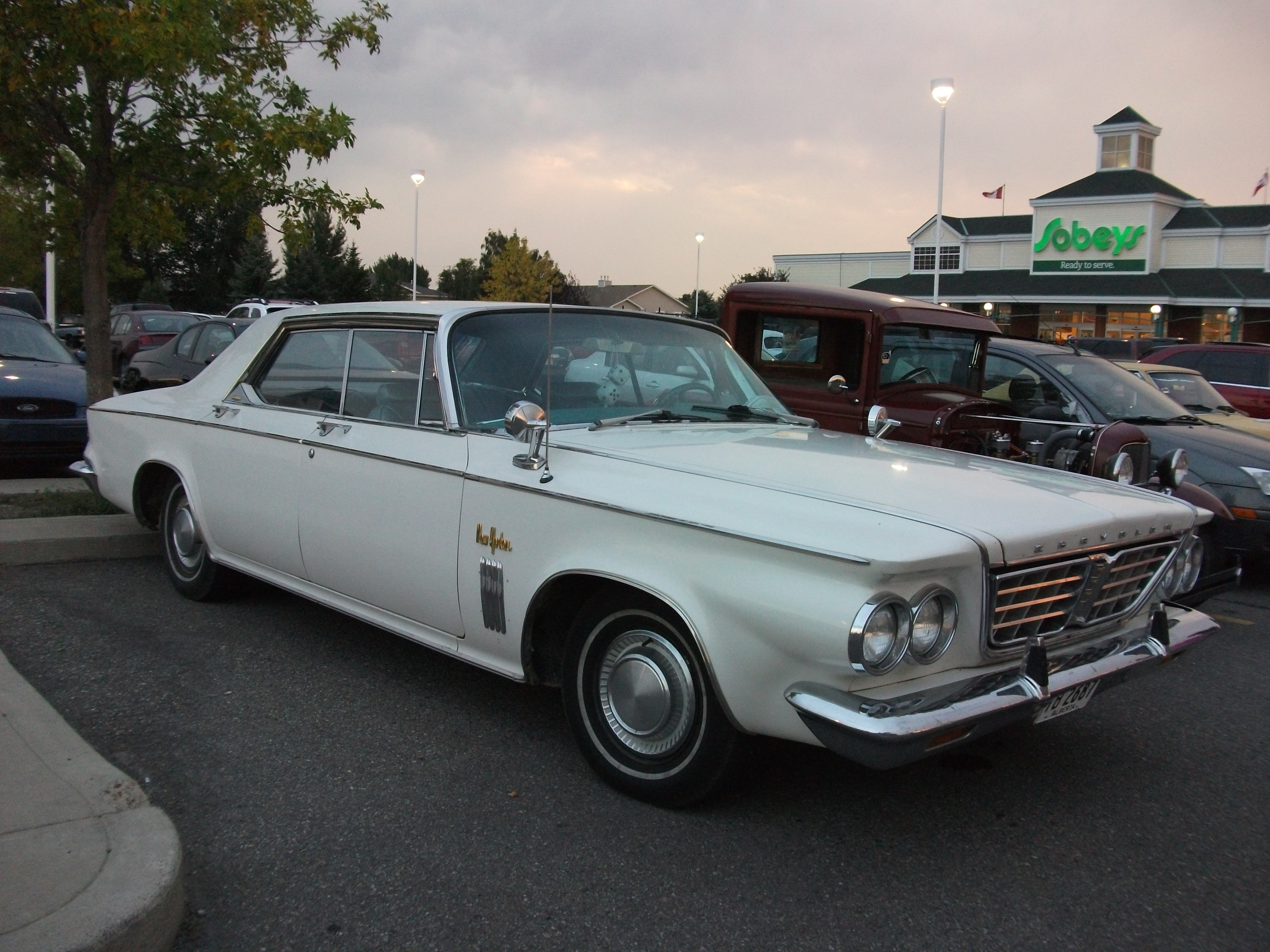
Седан 1963 року

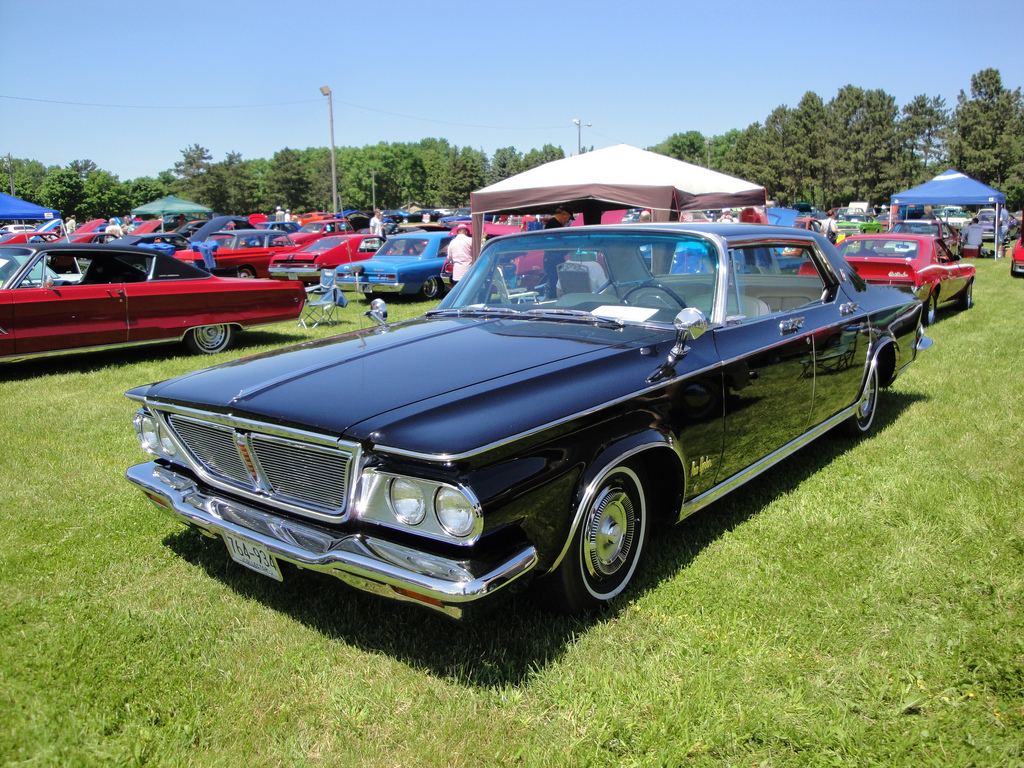
Хардтоп 1964 року

В 1960 році моделі мали цільну конструкцію, перенесений двигун RB видавав 350 к. с. (260 кВт).
New Yorker ввійшов у 1961 рік з новою решіткою, нахиленими фарами, і запаскою на кришці багажника. 413 куб. дюймовий "RB" Golden Lion V8 продовжився. Це був останній рік стилю моделей "Forward Look". Chrysler збудував 2,541 2-дверний хардтоп New Yorker цього року, останній до 1964 року в Канаді і 1965 в США.
В 1962 році класичні плавники Chrysler, які робили автомобіль унікальним, урізали і тепер лише 4-дверні моделі пропонувались з кузовами універсал, седан, і хардтоп. Автомобіль без плавників багато критиків прозвали "чудним" і продажі були низькими в порівнянні з моделлю початкового рівня, Newport, яка була ідентичною в кузові й пропонувалась з кабріолетом. New Yorker був останнім Chrysler, який мав 126-дюймову (3,200 мм) колісну базу.
413 RB мав 4.1875 дюйми (106 мм) в діаметрі і використовувався в автомобілях 1959–1965 рр.. В цей період, ним оснащались всі Chrysler New Yorker і моделі Imperial, і також був доступним на ще менших Chrysler, таких як Dodge Polara і Monaco, та Plymouth Fury як альтернатива 383 куб. дюймовому двигуну серії B і/або 318 Poly. З коефіцієнтом стиснення 10:1, він розвивав 340 к. с. у версії з 4-камерним карбюратором.
В 1963 році Chrysler отримав зріс продажів з представленням 5-річної/50,000-мильної гарантії, бізнес-практики, про яку в 1960-х не чули його конкуренти. New Yorker використовував повністю перероблений кузов Chrysler, лише з вітровим склом від попереднього стилю Forward Look, щоправда, під кузовом, зміни платформи були майже нульовими, лише зі зміною гальм з 12" Total Contact до 11" Bendix Duo-Servo. Новий, більш розкішний 4-дверний хардтоп Salon був доданий всередині року як набір оздоблення. Віддача двигуна була 340 к. с. (250 кВт) і колісна база тепер мала 122 дюйми (3,100 мм).
Зміни 1964 року включали нову решітку, більше заднє скло і менші плавники, надаючи автомобілю кутастий вигляд збоку. Канадцям дали вибір нового 2-дверного хардтопа, тоді як американці отримали опцію Salon на 4-дверний хардтоп.

## 1965–1968

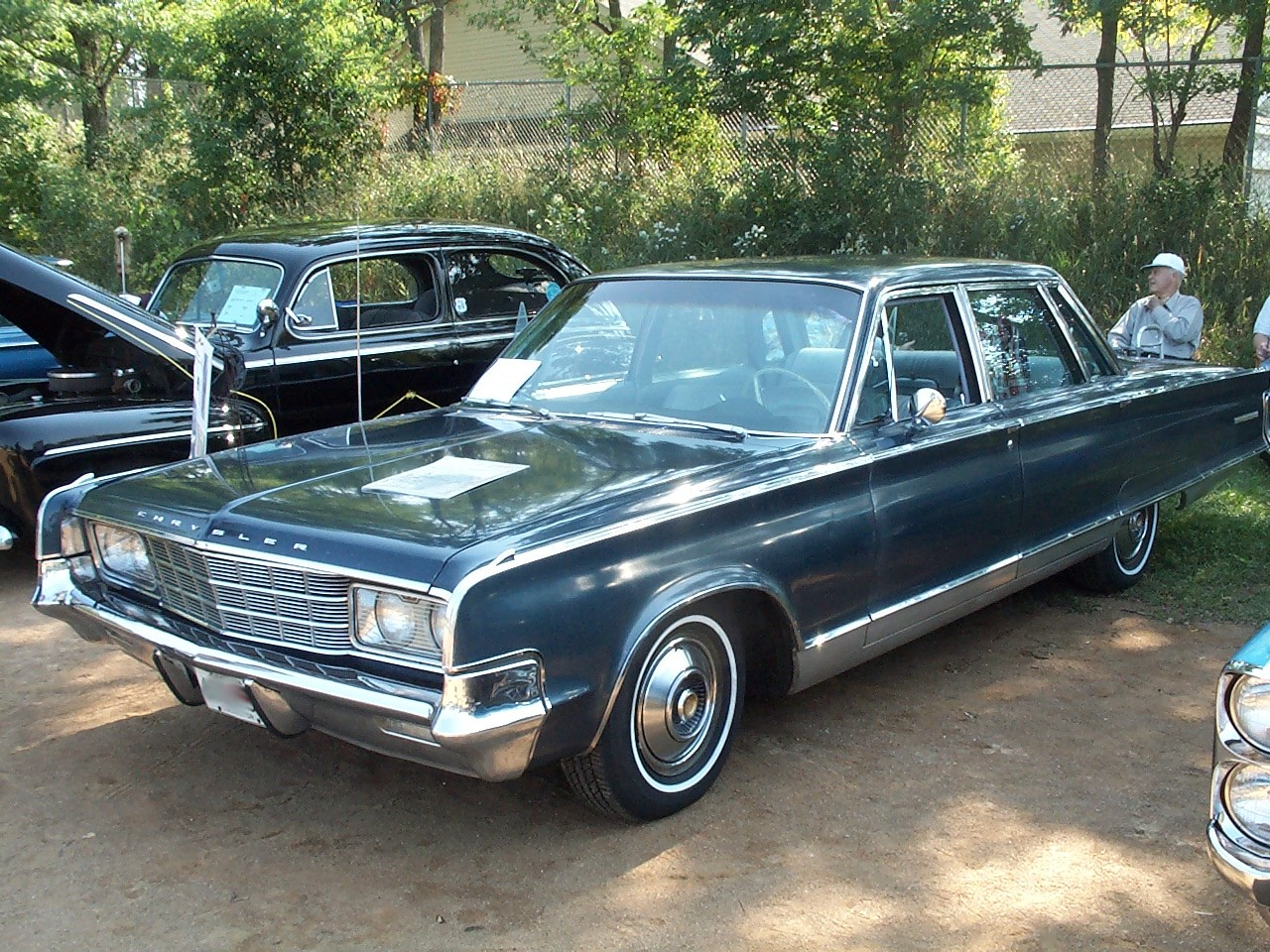
Седан 1965 року

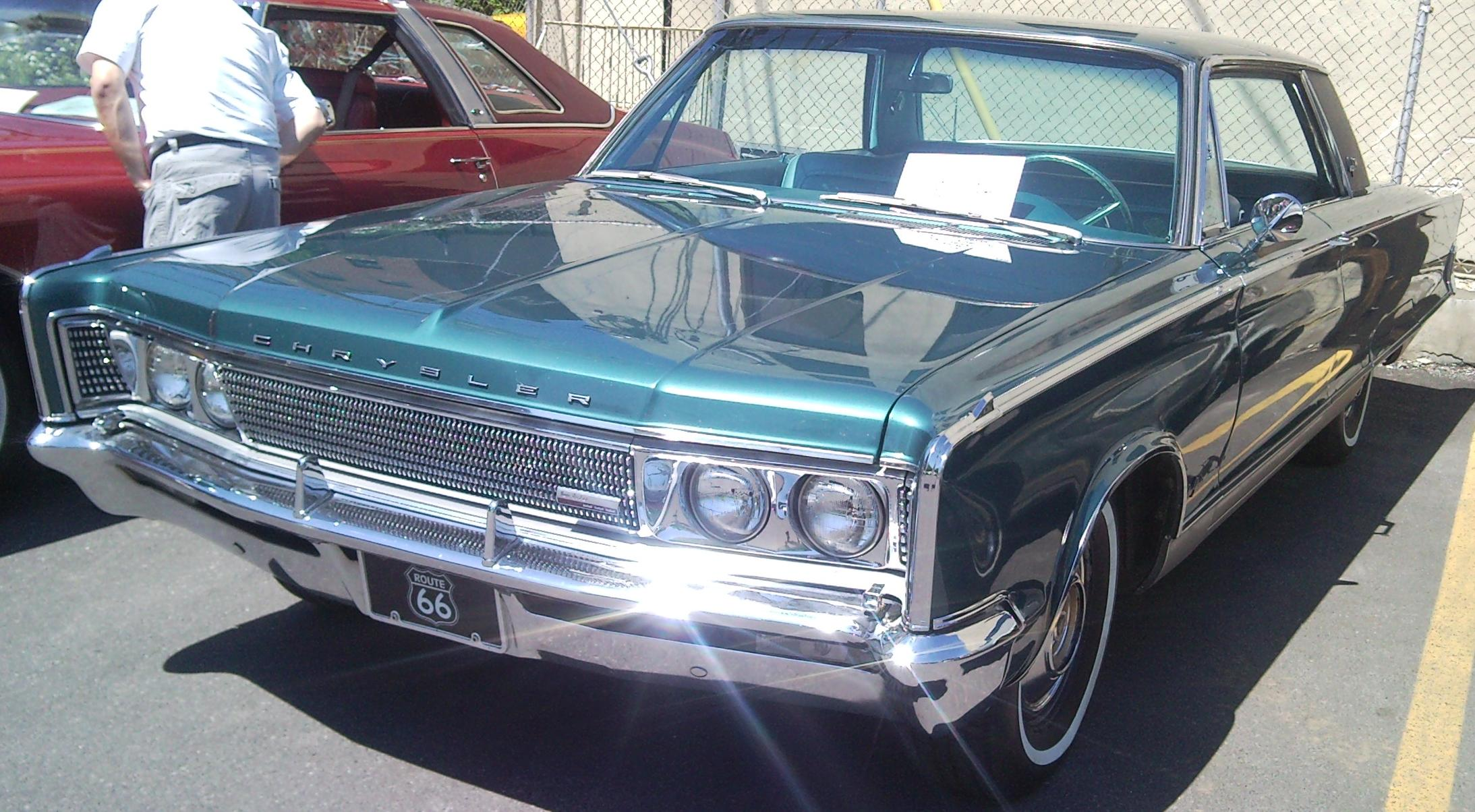
Купе 1966 року

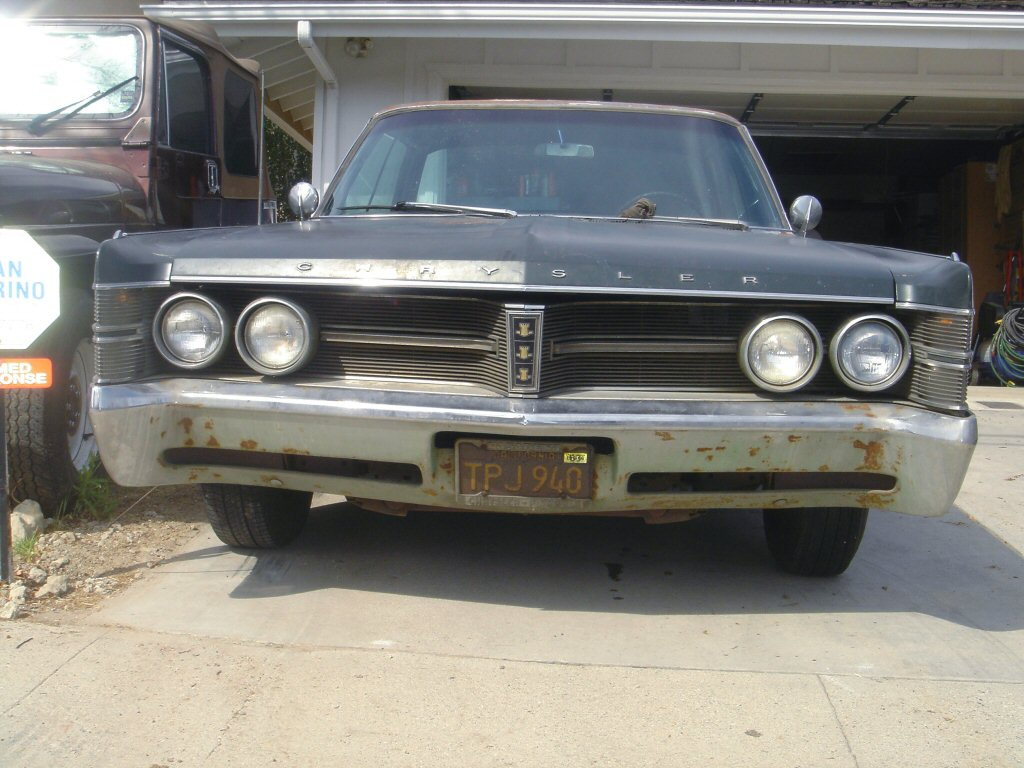
Модель 1967 року

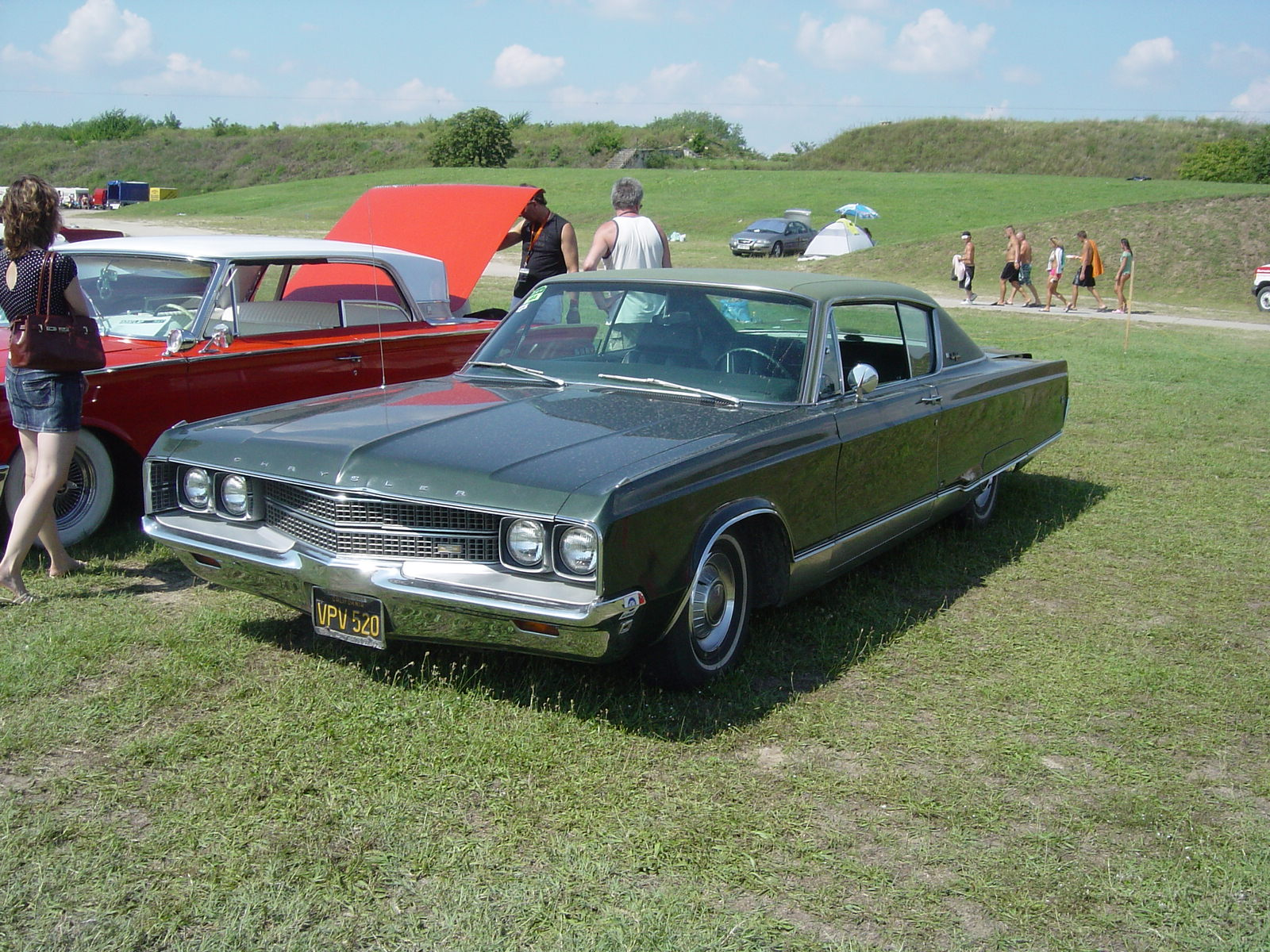
Хардтоп 1968 року

Всі Chrysler 1965 року (як і великі Plymouth і Dodge) тепер були побудовані на повністю новій цільній платформі кузова C, яка мала скручений болтами, обгорнутий резиною підрамник. Елвуд Енджел розробив '65 New Yorker (і всі моделі Chrysler) зі стильовими особливостями з його Lincoln Continental 1961 року — кутастий бік з хромованим оздобленням вздовж верхніх кінців крил. Опціями були 413 куб. дюймовий V8, подвійний вихлоп і електричні опції (A/C, скло, антена і кермо). Сам двигун видавав 375 к. с. (280 кВт) і був усунений для 440 Firepower наступного модельного року.
Заводські опції в 1965 році включали 350 к. с. 413 куб. дюймовий двигун Firepower, вінілову вставку на задній стійці даху, телескопічне кермо від Tilt 'N з Сагіно і стандартні електричні опції.
В 1965 році, 4-дверний седан використовував стиль 6-віконного Town Sedan, який також був використаний на Chrysler Newport і Dodge Custom 880 1965 року. 2-дверний хардтоп тепер продавався в США. Колісна база моделей New Yorker, окрім універсала, була 124 дюймовою (3,100 мм). Універсал Town & Country був на 121 дюймовій (3,100 мм) колісній базі Dodge, так як всі універсали в кузові C ділили той самий базовий кузов.
В 1966 році, Chrysler New Yorker отримав новий 440 куб. дюймовий двигун V8. Стильові зміни включали нову решітку, задні ліхтарі й змінене бокове оздоблення. Універсал Town & Country був відкинений, так як модель тепер продавалась як власна окрема серія.
Загалом, 1966 рік був добрим в продажах для Chrysler зі стійким ростом виробництва і продажів.
1967 рік приніс оновлений кузов під поясною лінією, з поворотними сигналами спереду і задніми ліхтарями ззаду, які заходили на бік. Новий дизайн фаст-топ для 2-дверного хардтопа замінив більш формальний вигляд 1965–1966 рр.. 4-дверний седан повернувся до 4-віконного стилю, як було на седані Newport і він мав новий 440 куб. дюймовий двигун.
Продажі впали на 20%, найнижче за п’ять років через економічну кризу того року.
Зміни 1968 року включали нове оформлення передка і заду. Щоправда Newport і 4-дверні хардтопи 300 отримали нову, більш спортивну лінію даху, яку ділили з Dodge і Plymouth, New Yorker продовжився з лінією даху, вперше представлену в 1965 році.
Продажі відновились зі встановленням рекордом за рік з виготовленими 263,266 автомобілями.

## 1969–1973

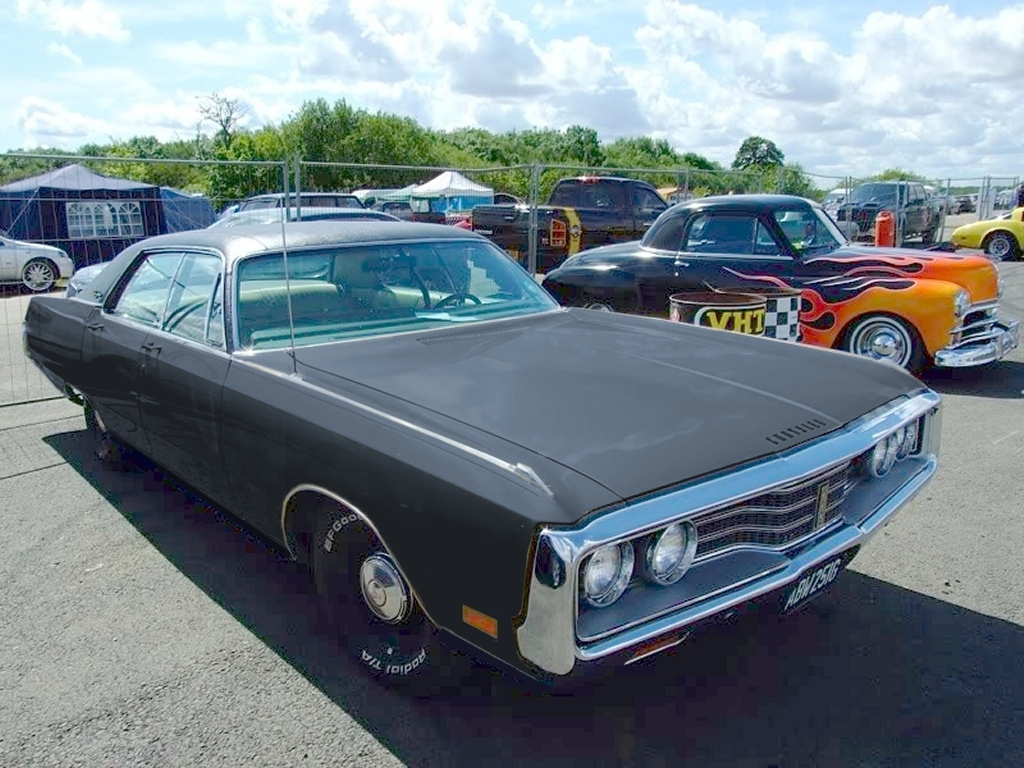
Седан 1969 року

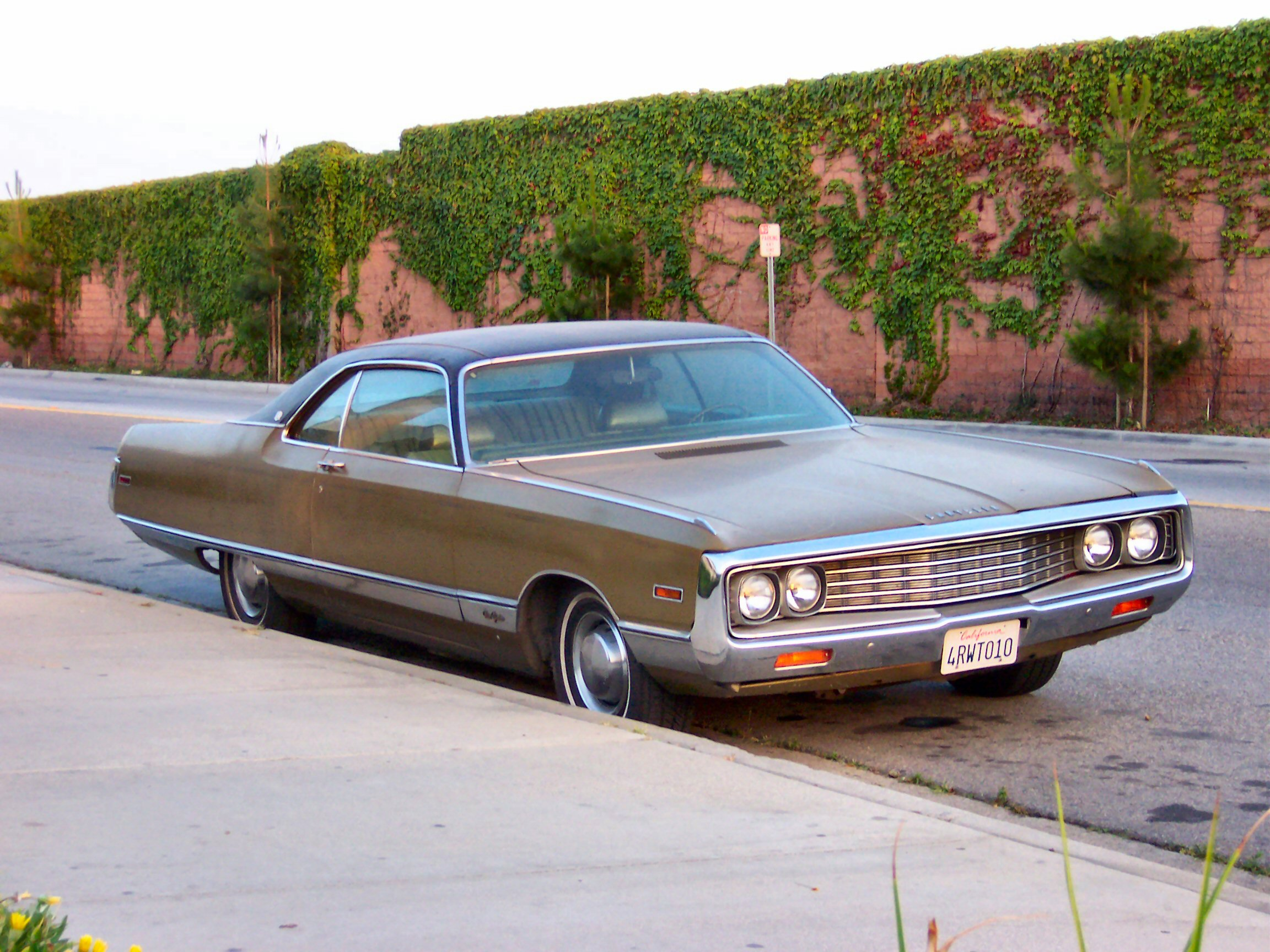
Купе 1970 року

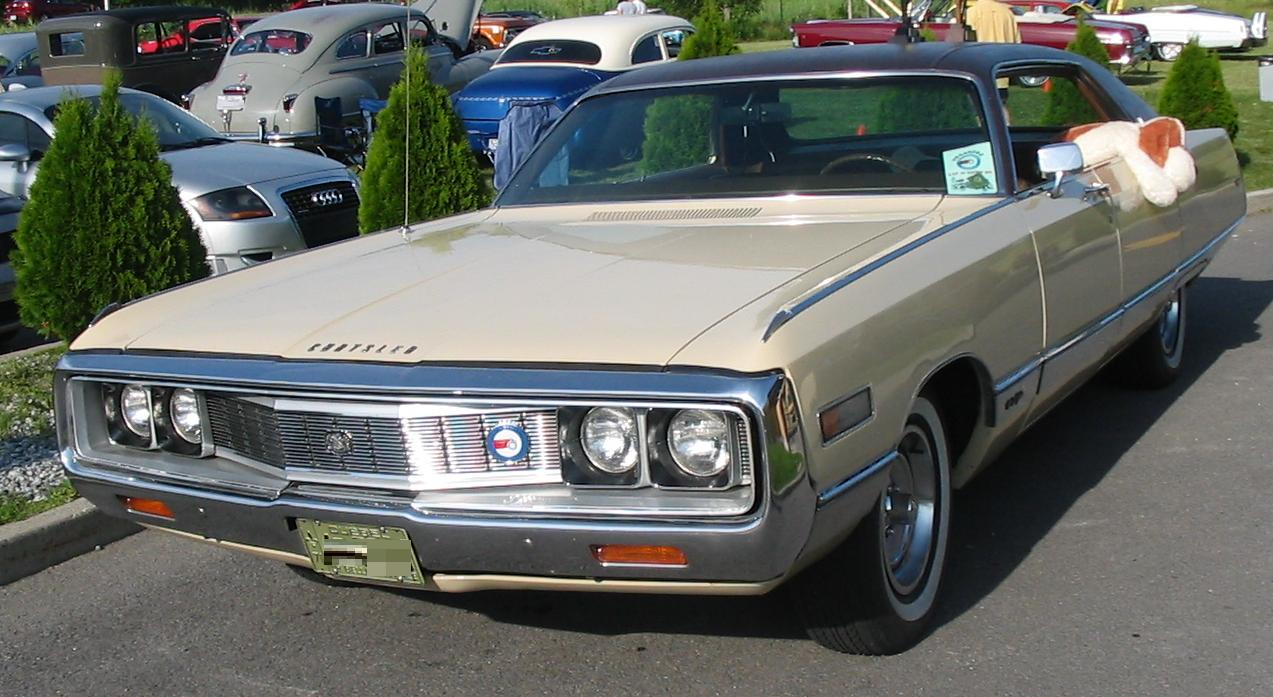
Модель 1971 року

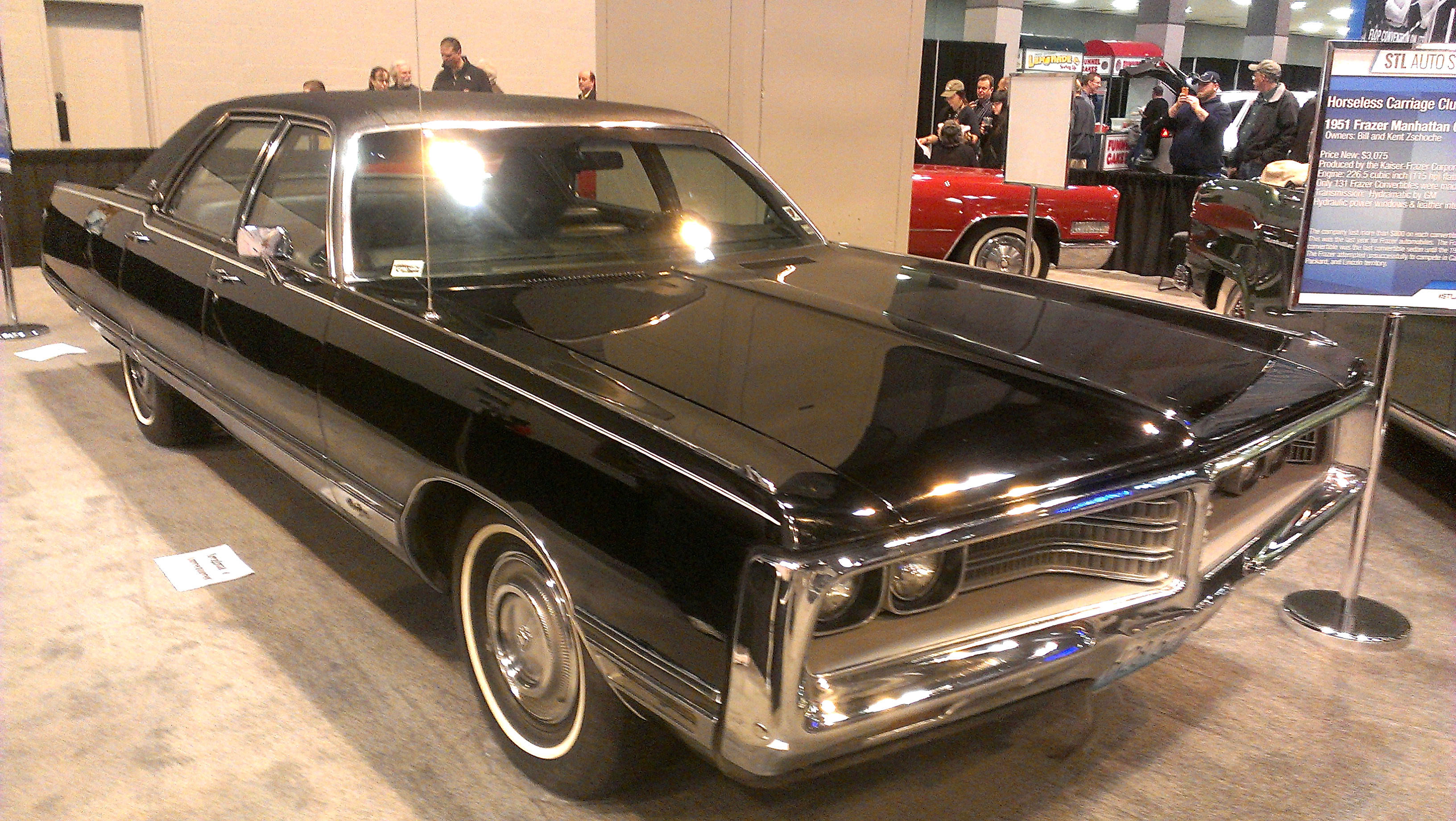
Седан 1972 року

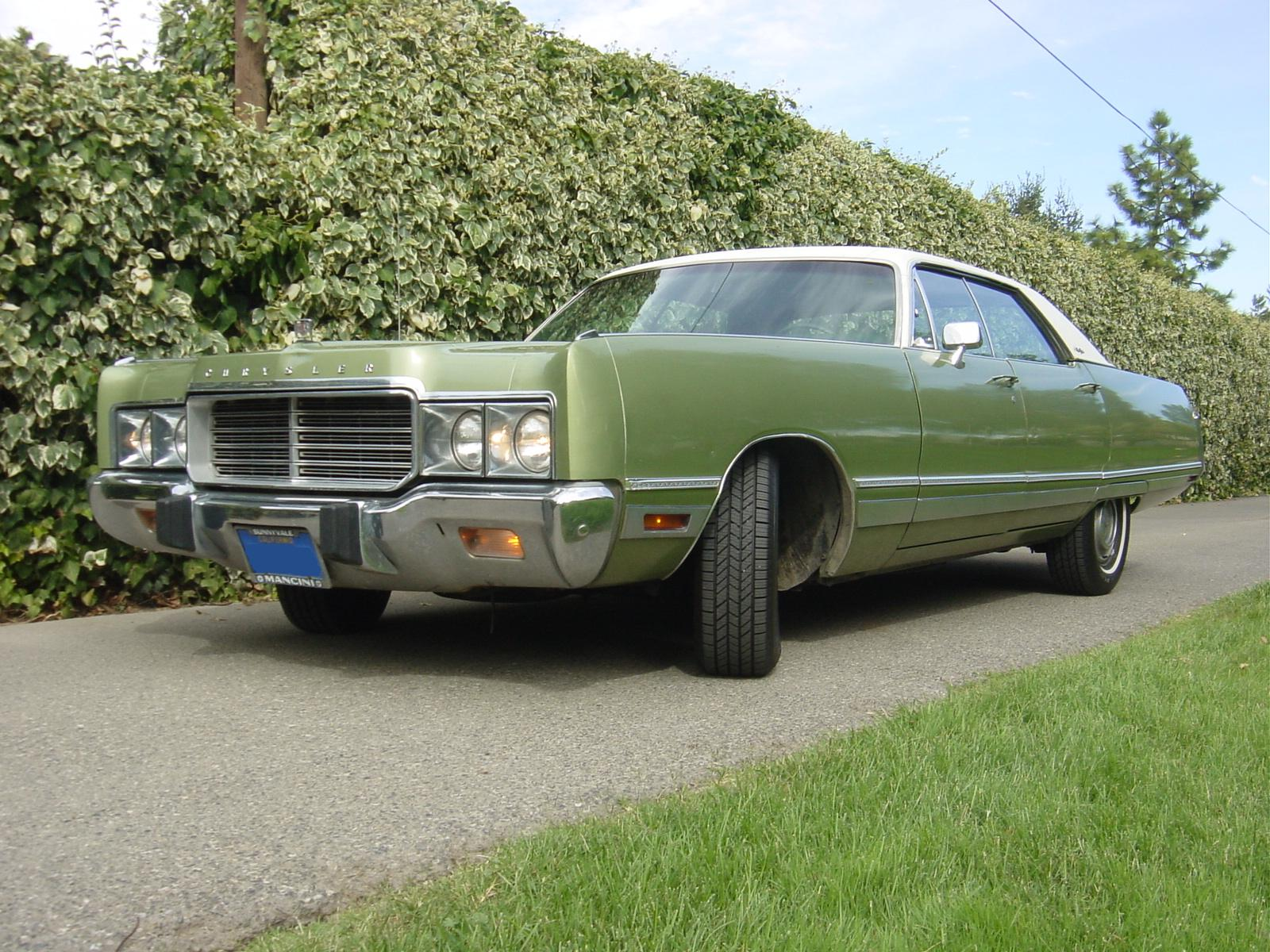
Седан 1973 року

Великі Chrysler з кузовом C отримали основну переробку з вигнутими боками і вищою поясною лінією. Під новим виглядом була основа з 1965 року. Новий вигляд називався "фюзеляжним стилем " і не був сприйнятий так тепло, як моделі 1968 року. 2-дверний хардтоп отримав новий вигляд, який повертався до клуб-купе 1940-х.
Chrysler 1970 року отримав невеликі стильові зміни решітки, задніх ліхтарів і оздоблення. Малі вентиляційні кватирки передніх дверей були відкинені на 2-дверних хардтопах.
Через низькі від очікуваних продажі, заплановане на 1971 рік оновлення було перенесене на 1972. Таким чином, моделі 1971 року отримали нову решітку радіатора і видозмінені задні ліхтарі, зміни, які були видні лише озброєним оком. Вікна передніх дверей без кватирок на 4-дверних седані й хардтопі були новими цього року.
В 1972 році, потужність двигуна впала для відповідності жорсткішим стандартам викидів і росту цін на пальне. Chrysler отримав нову розділену решітку, дещо подібну на Dodge Charger 1971–1974 рр.. Це був останній рік для «петельних» передніх бамперів на Chrysler.
1973 рік був останнім для визначного "фюзеляжного стилю" Chrysler.

## 1974–1978

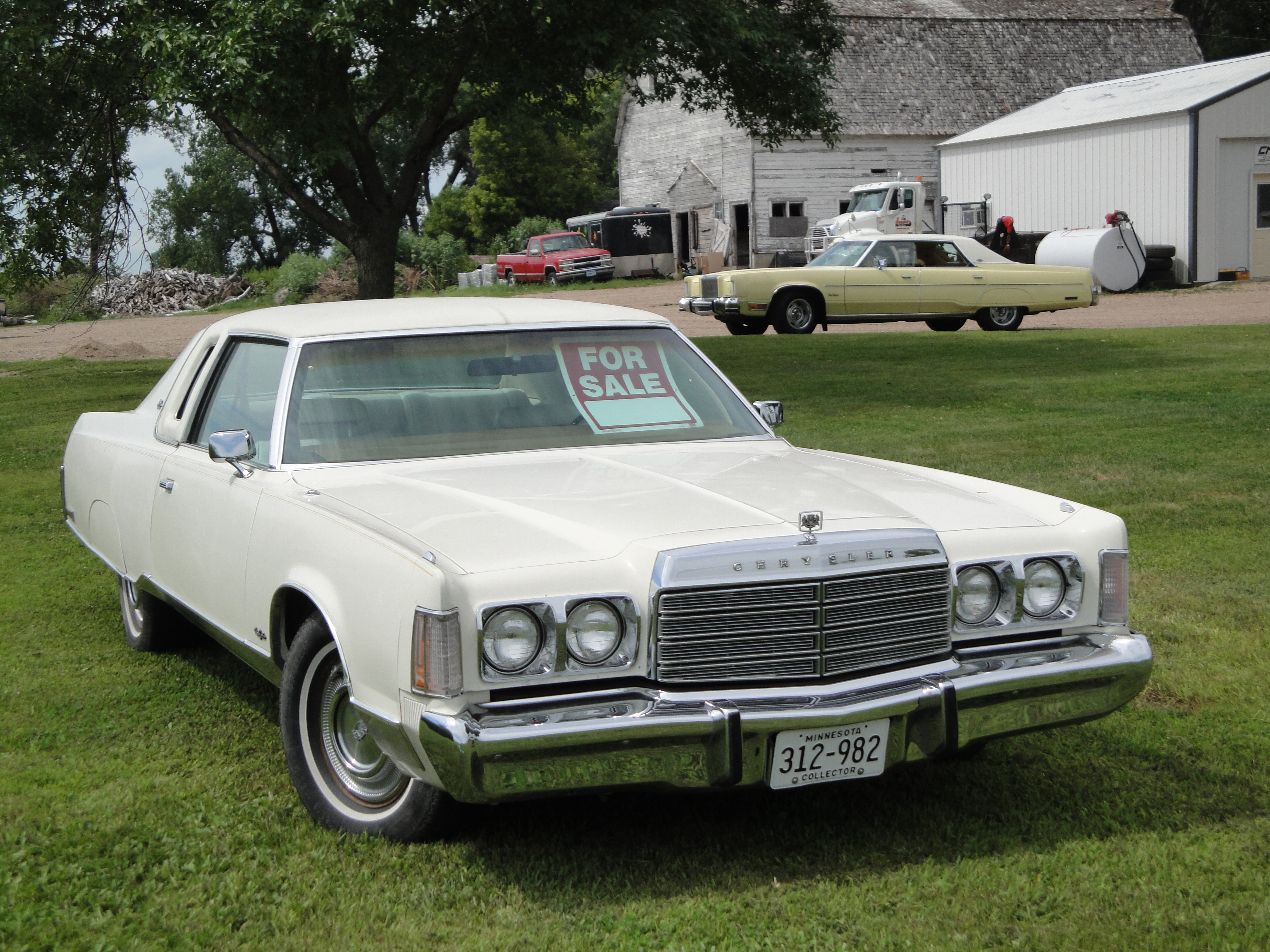
Модель 1974 року

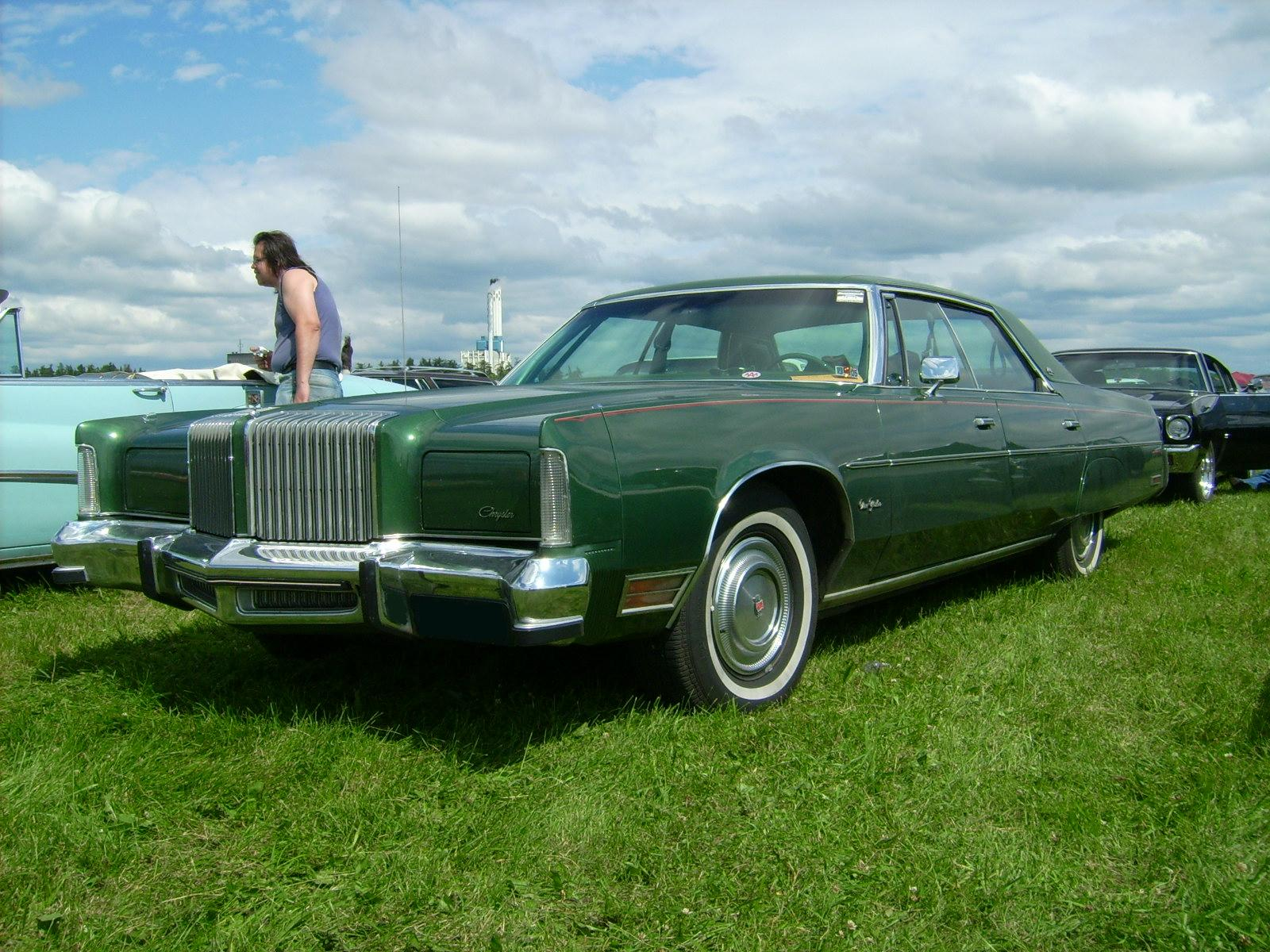
Модель 1976 року

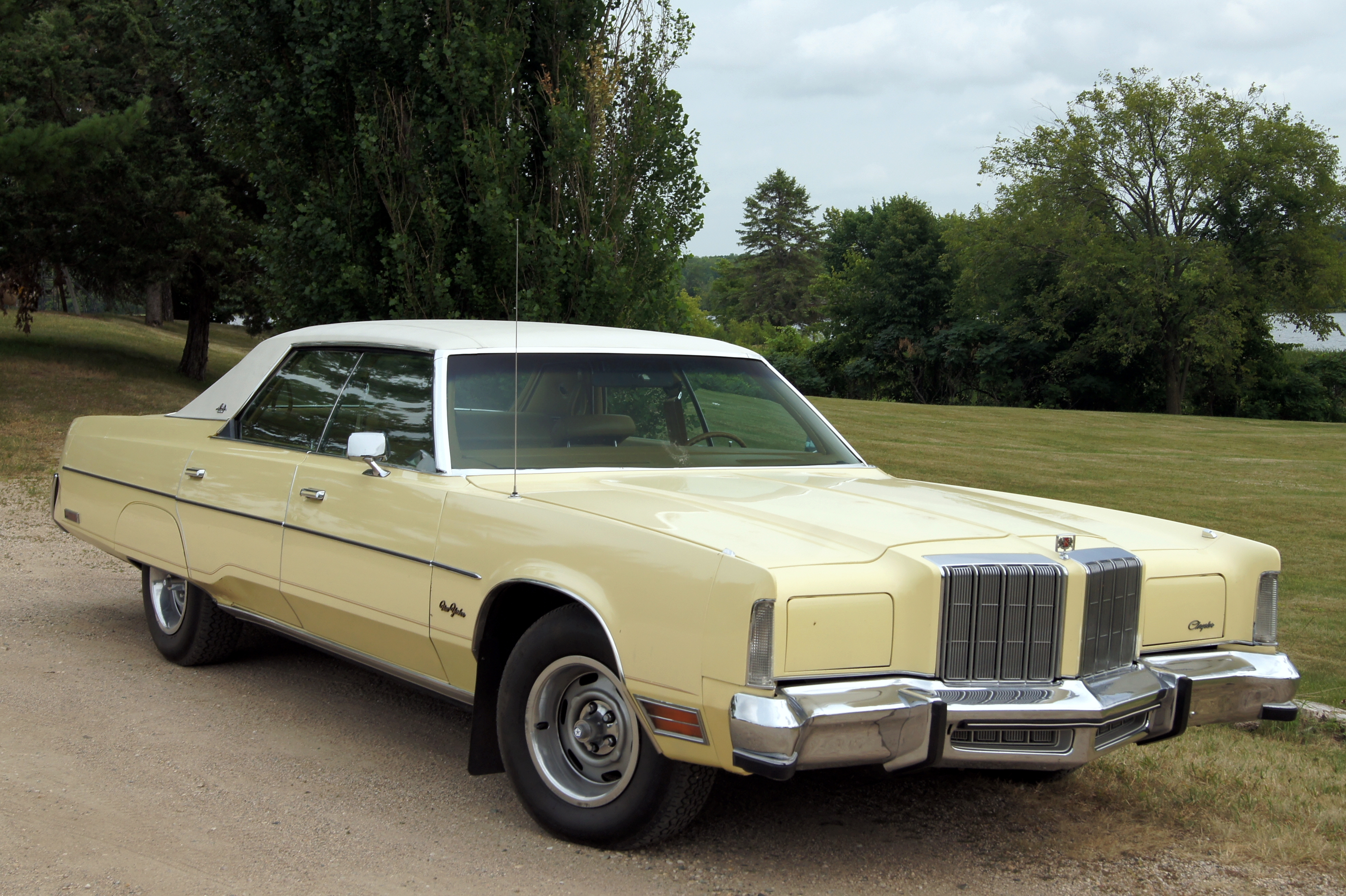
Модель 1978 року

Так званий "фюзеляжний стиль" на всіх повнорозмірних автомобілях Chrysler залишився відносно незмінним до представлення моделей 1974 року, який мав набагато більш масивні плоскі боки. Ця генерація представила прикриті передні фари, і більш помітну решітку «водоспадного стилю», відображаючи популярний стильовий напрям, який спершу був використаний на Lincoln Continental.
Ці моделі 1974 року збіглись в часі з паливним ембарго OPEC 1973 року, і були значною частиною економічної біди Chrysler наприкінці 1970-х. Моделі 1974 року були останніми повнорозмірними моделями Chrysler, розробленими з нуля. Пропонувались два рівні оздоблення New Yorker: базовий New Yorker і покращений New Yorker Brougham. Новий набір опцій St. Regis був доданий всередині року.
В 1975 році, New Yorker отримав злегка змінену решітку радіатора і New Yorker Brougham став окремими позначенням оздоблення. Набір St. Regis, представлений всередині 1974, був доступний повний рік.
В 1976 році, New Yorker успадкував вигляд переду і заду з відкинутого Imperial, і салони також. Стиль Imperial дав New Yorker непередбачений поштовх в продажах, так як автомобіль виглядав досить інакше від нижчого за ціною Newport. Стильові риси, які раніше використовувались на  New Yorker 1974 і 1975 рр., в свою чергу, були перенесені на базовий Chrysler Newport.
В 1977 році, стандартний 440 куб. дюймовий двигун V8 тепер контролювався комп’ютером з новою системою "lean burn", для більш чутливого прискорення і віддачі.
В 1978 році, 400 куб. дюймовий (360 кубів для Каліфорнії і регіонів великих висот) V8 тепер був стандартним двигуном, а 440 куб. дюймовий V8 – опційним. 1978 був останнім роком для пропозиції 2-дверного New Yorker.

## 1979–1981

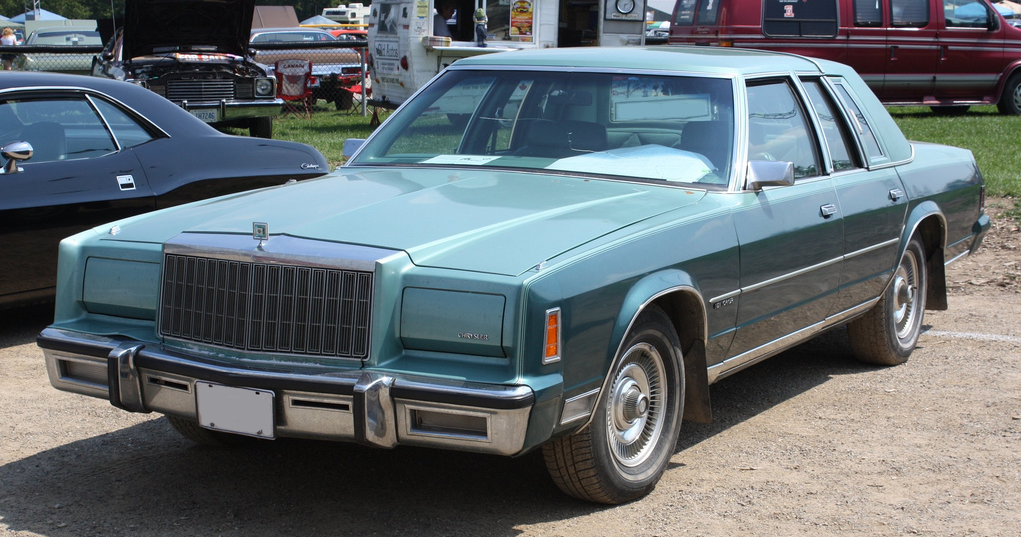
Модель 1979 року

В 1979 році, серія кузова R була "хардтопом зі стійками". Тепер він використовував 318 V8; двигун 360 був опцією аж по 1980 рік. Будучи водночас коротшим і легшим від попереднього покоління, ці автомобілі все ще мали вигляд і їзду великої машини. Приховані передні фари і задні ліхтарі на всю ширину дістались йому від братів по кузові R Newport, St. Regis і Gran Fury. Пропонувався новий набір оздоблення "Fifth Avenue".
У 1980 році, на додачу до останнього року для пакету "Fifth Avenue", також пропонувався набір обмеженої серії "Fifth Avenue Limited Edition", включаючи чистий дах з нержавіючої сталі і ексклюзивним забарвленням з червоного дерева.
В 1981 році з’явилась виразна нова решітка, з простими вертикальними перемичками. Набір опцій «Fifth Avenue» був знову доступним.

## 1982

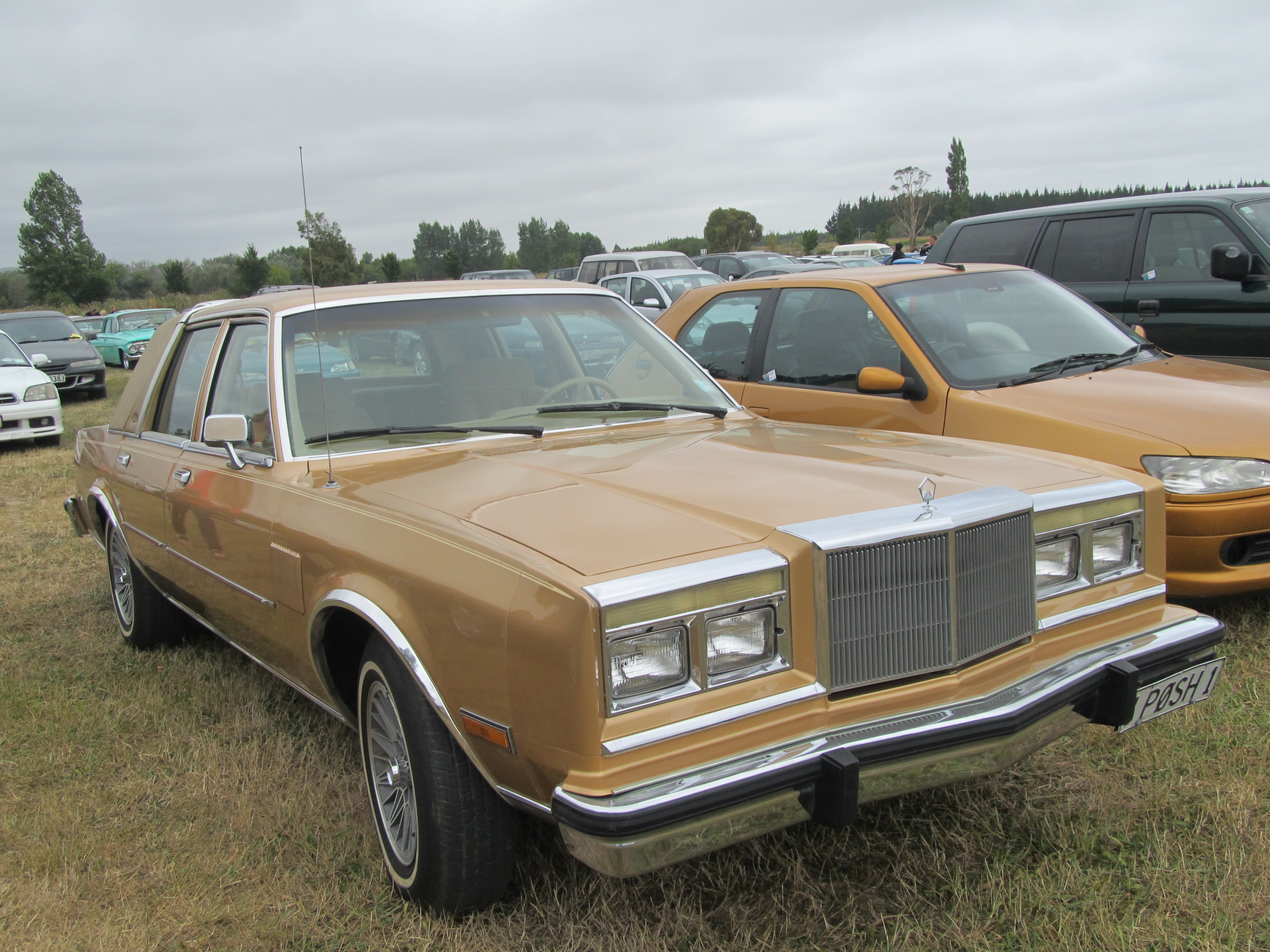
New Yorker 1982

З метою зменшення, Chrysler New Yorker (і набір Fifth Avenue) 1982 року змістився до корпоративного кузова M. В свою чергу, Chrysler LeBaron, який раніше використовував кузов M, змістився на компактний кузов K того року. New Yorker 1982 року не був повністю новим автомобілем. Він, по суті, був оновленою і покращеною версією LeBaron, який виготовлявся з 1977 року. Цей New Yorker в кузові M використовував рядний 6-циліндровий двигун Chrysler. 318 куб. дюймовий двигун був опційним.
New Yorker 1982 року був доступний у двох рівня оздоблення: базовий і Fifth Avenue. На обох був однаковий формальний дах. Набір Fifth Avenue давав покупцям вибір сидінь з подушок Коринфської шкіри чи Кімберлі оксамитових, тоді як базові моделі мали або тканинні, або опційні шкіряні сидіння. Ця машина стала Chrysler New Yorker Fifth Avenue в 1983 році і в 1984 році префікс "New Yorker" був повністю відкиненим, ставши Chrysler Fifth Avenue.

### Двигуни
- 3.7 L RG I6
- 5.2 L LA V8

## 1983-1988

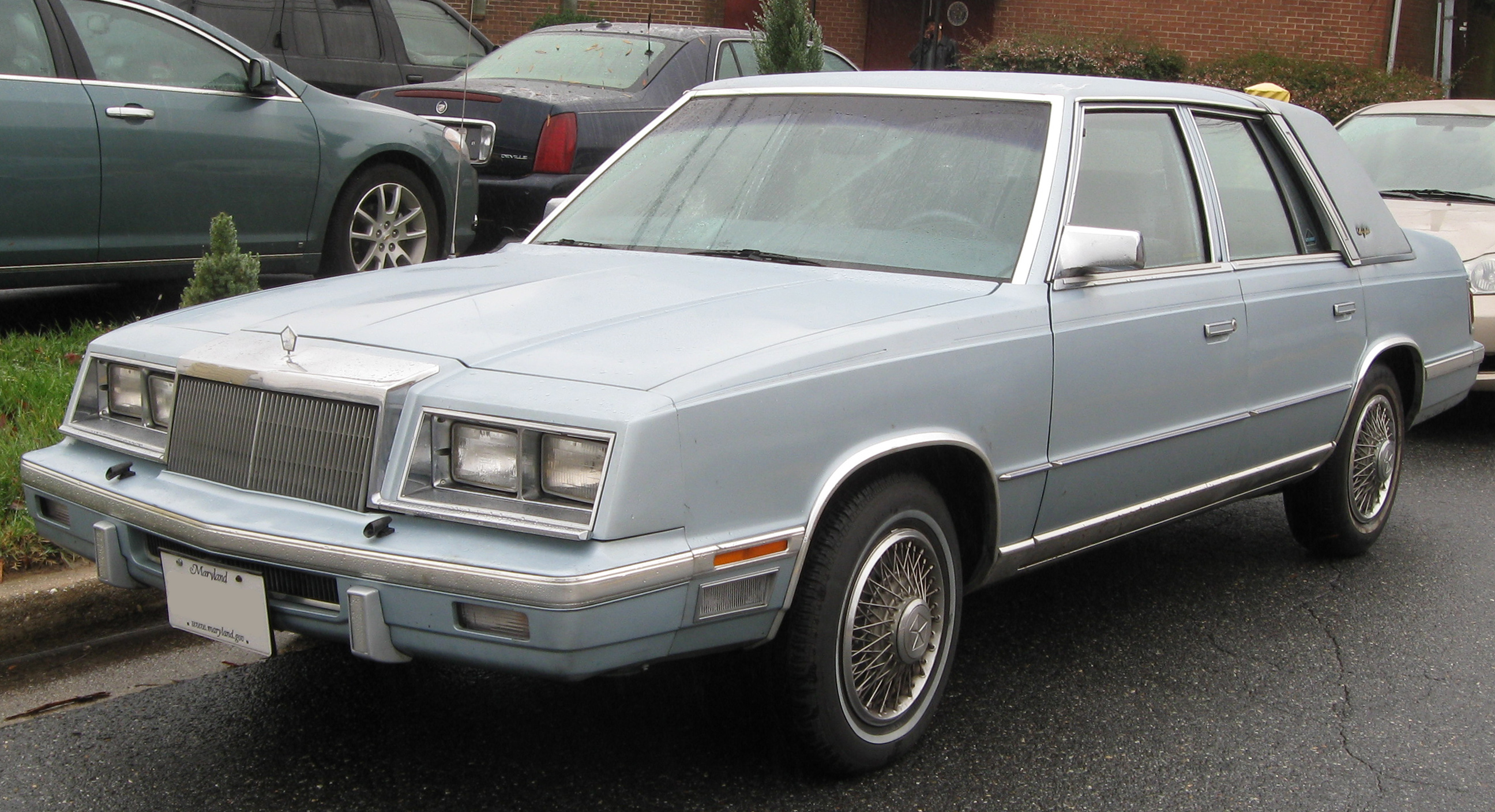
New Yorker 1983

В 1983 році, назва New Yorker використовувалась на двох різних моделях. Автомобіль в кузові M тепер був "New Yorker Fifth Avenue," назва, яка змінилась до легшого "Fifth Avenue" з 1984 по 1989 рр.. Іншим був повністю новим автомобілем New Yorker в кузові K, який використовував передньо-привідну платформу Chrysler E, початок подовжених років автомобіля K.
New Yorker на платформі E йшов з сучасною технологією 1980-х, включаючи цифрову панель приладів і Electronic Voice Alert, з такими голосовими сповіщеннями як «Причинені двері»; "Пристебніть ремні, будь ласка"; "Не забудьте ключі"; "Дякую" (коли Ви пристебнулись ременем, зачинили щільно двері чи вийняли ключ з гнізда запалювання); "Тиск мастила у Вашому двигуні низький – необхідне ретельне обслуговування". Також стандартним був вініловий дах Ландо з електролюмінісцентними оперними лампами. Це була єдина генерація Chrysler New Yorker з рядним 4-циліндровим двигуном.
Серед косметичних змін 1984 року були оновлені задні ліхтарі, які заходили на бік, і змінена решітка. 2.2 л турбо двигун I4 тепер був опцією. Нова електронна панель приладів включала цифровий спідометр і одометр. Сидіння з оксамитових подушок замінили собою тканинні стандартні для глибокого сну.
В 1985 році стандартний двигун переключився з 2.2 л I4 до 2.6 л I4 на базі Mitsubishi. Нові стандартні риси інтер’єру включали набір консолі над головою з лампами для читання, підголівники на задніх сидіннях і електричні склопідйомники.
В 1986 році 2,5 л двигун I4 Chrysler замінив 2,6 л I4 в стандарті. Також новою була підвіска автоматичного регулювання навантаження. Були оновлені косметично задні кузовні панелі, молдинги і задні ліхтарі. Зміни в інтер’єрі включали нову передню консоль і оновлені електронні шкали. AM/FM стерео і розкішні роздільні склоочисники тепер були стандартними.
У 1987 році отвори на капоті зникли на моделях з турбо, так само як решітки на крилах у всіх моделей. Нова звукова система Infinity з шістьма динаміками була опцією. Так само як в інших Chrysler, кермо було оновлене. 1987 рік був найкращим в продажах і останнім повноцінним роком для моделі New Yorker платформи E.
В 1988 році, хоч і була представлена тринадцята генерація New Yorker, дванадцяту генерацію продовжили випускати протягом ще одного року під назвою New Yorker Turbo. Як вказувала назва моделі, був доступним в стандарті єдиний двигун I4 2,2 л з турбо. На додачу до турбо двигуна, раніше доступне додаткове обладнання як кондиціонер з автоматичним контролем температури, відкидне кермо, круїз-контроль, антизапотівач заднього скла і електричні замки дверей стали стандартними.
Тоді як моделі New Yorker попереднього року обладнані опційним двигуном з турбо спільно називали "New Yorker Turbo" і носили значки "Turbo", лише модель 1988 року мала офіційну власну назву моделі.

### Двигуни
- 2.2 L K I4
- 2.2 L Turbo I I4
- 2.5 L K I4
- 2.6 L Mitsubishi G54B I4

## 1988-1993

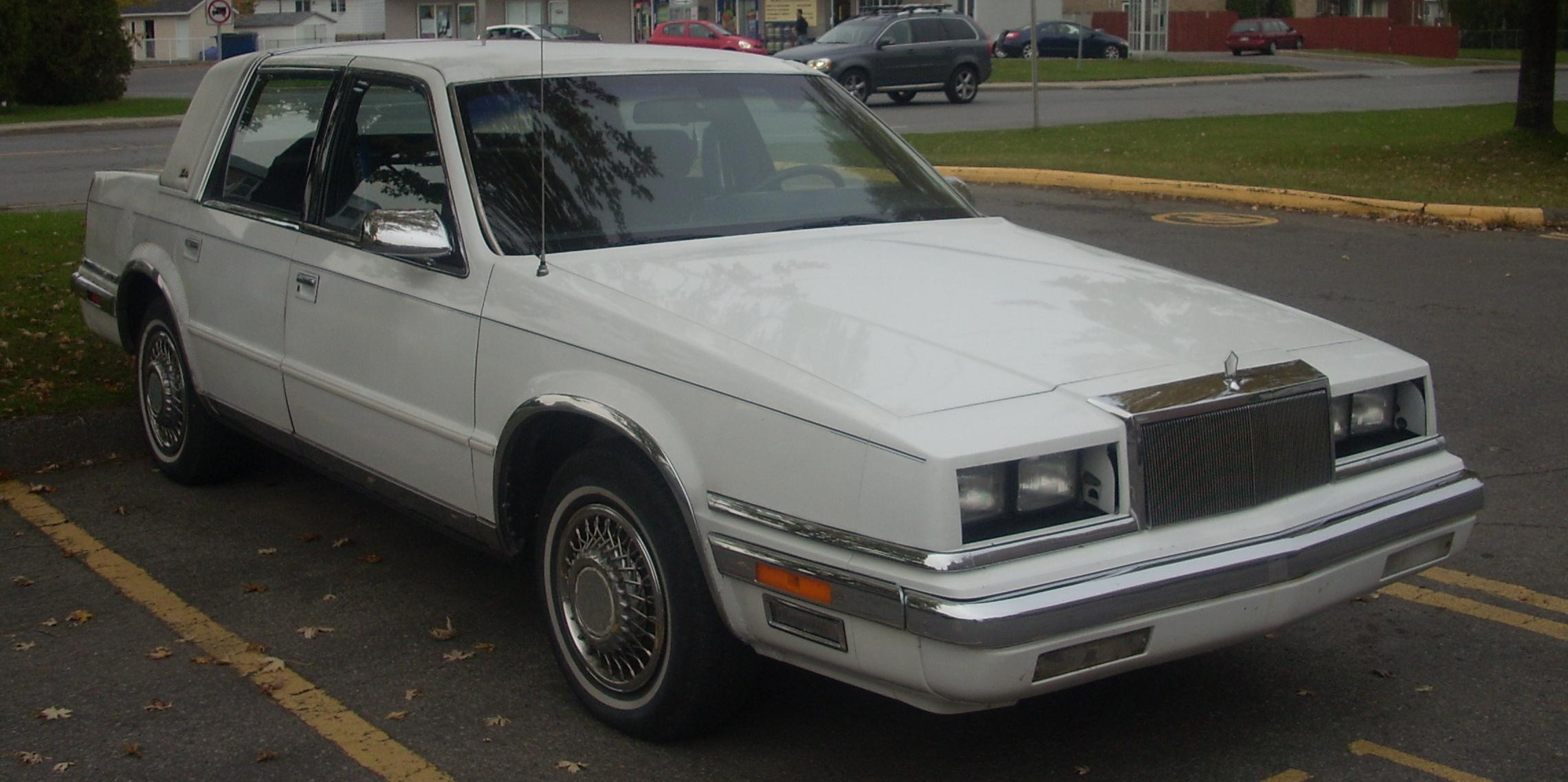
New Yorker Salon (1990-1991)

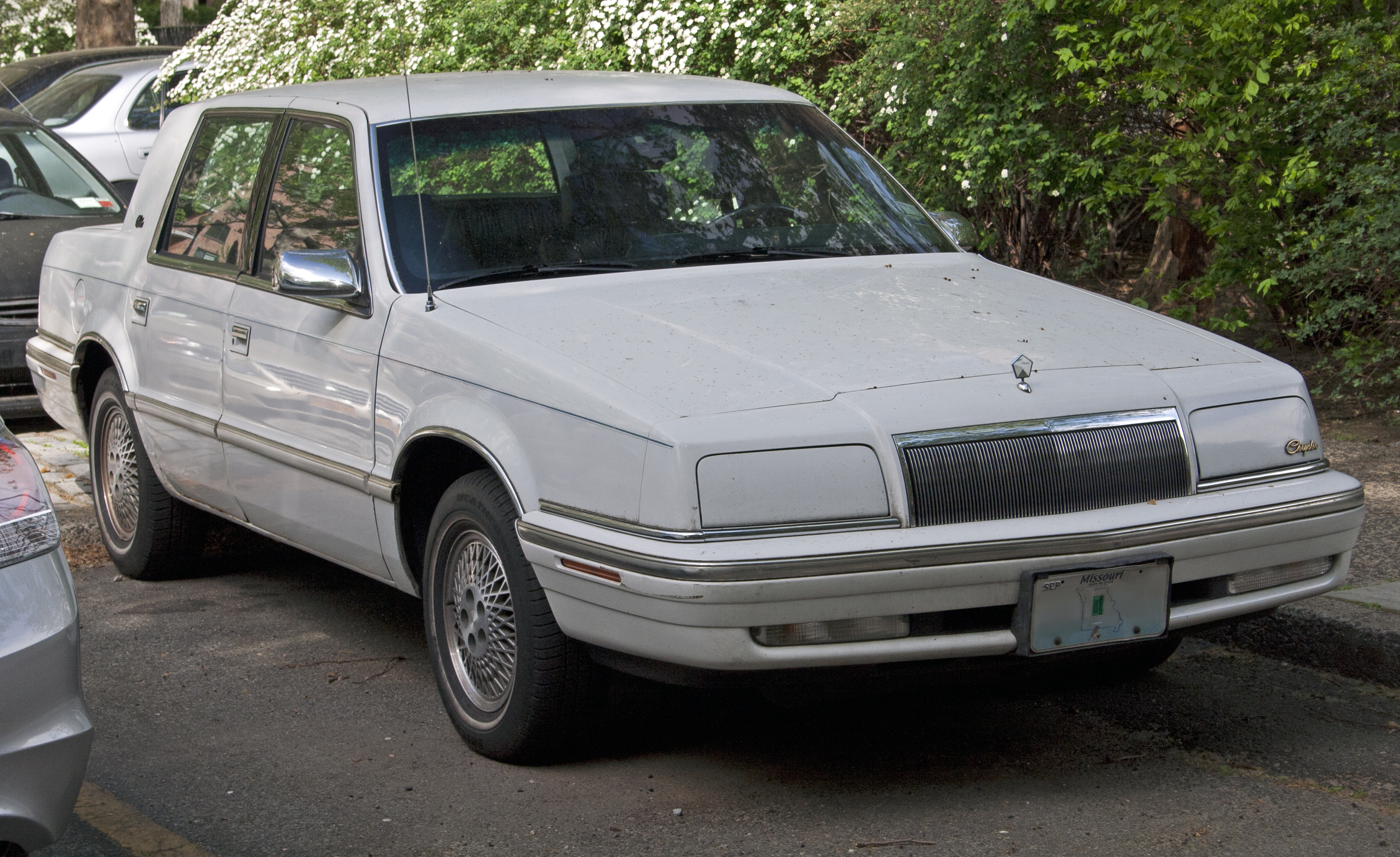
New Yorker Salon (1991-1993)

Перероблений New Yorker для 1988 року був більшим і не мав подібності до моделі E-body, яку він замінив, хоча багато деталей під кузовом та підвіски було перенесено. Він наділявся подібним вертикальним стилем кузова з нещодавно представленим Dodge Dynasty. У цій новій версії був двигун V6 - 3-літровий силовий агрегат Mitsubishi та додаткові антиблокувальні гальма. Були запропоновані основні варіанти та обробка деталей Landau, останній з яких носив вініловий верх із задньої чверті. Автомобіль отримав приховані фари, функція, як в автомобілів R-body. Усі New Yorker тринадцятого покоління, а також знову представлений флагман 1990-1993 Imperial отримали 5-річну/50 000 миль обмежену гарантію та 7-річну/70 000 миль гарантію на силовий агрегат. Була також надана цілодобова безкоштовна телефонна лінія обслуговування клієнтів.
У 1989 році 3,0-літровий двигун V6 мав незначне збільшення кінських сил і тепер був приєднаний до нової 4-ступінчастої автоматичної коробки передач Ultradrive. Цього року також відзначили 50-ту річницю імені "Нью-Йорк". Хоча на той час не було запропоновано жодного спеціального ювілейного видання чи визнання, він виявився найпопулярнішим New Yorker, що випускався понад 100 000 одиниць, вироблених у тому році.
У 1990 році була додана нова базова модель New Yorker під назвою "Salon". Salon був модернізованою версією Dodge Dynasty з відкритими фарами, горизонтальними задніми фарами, та решіткою, подібною до Dodge. Салон продавався в Канаді як Chrysler Dynasty. Всі моделі отримали новий двигун 3,3-літровий Chrysler V6. Незначні зміни інтер’єру включали більш сучасний контурний штрих. Бічна повітряна подушка водія тепер була стандартною.
Модель Landau була припинена в 1991 році, але Salon був модернізований і тепер оснащений більш стандартним обладнанням, прихованими фарами, вертикальними задніми фарами та традиційною решіткою Chrysler.
Оновлення стилів для 1992 року призвело до більш округлої зовнішності спереду та ззаду. Набитий Landau дах, подібна до раніше представленої на моделі "Landau", тепер була варіантом для Salon.
Останній рестайлінг відбувся в 1993 році. Останні автомобілі тринадцятого покоління нью-йорка зійшли з конвеєра 28 травня 1993 року.

### New Yorker Fifth Avenue
У 1990 році було запропоновано нову версію New Yorker з розтягнутими колісними елементами, що несе додатковий механізм Fifth Avenue від щойно відійшла платформи M-body. Хоча офіційно продається як New Yorker Fifth Avenue, його іноді називали просто "Fifth Avenue". Виробництво цієї модифікації було припинено в 1993 році.

### Двигуни
- 3.0 L Mitsubishi 6G72 V6
- 3.3 L EGA V6

## 1993-1996

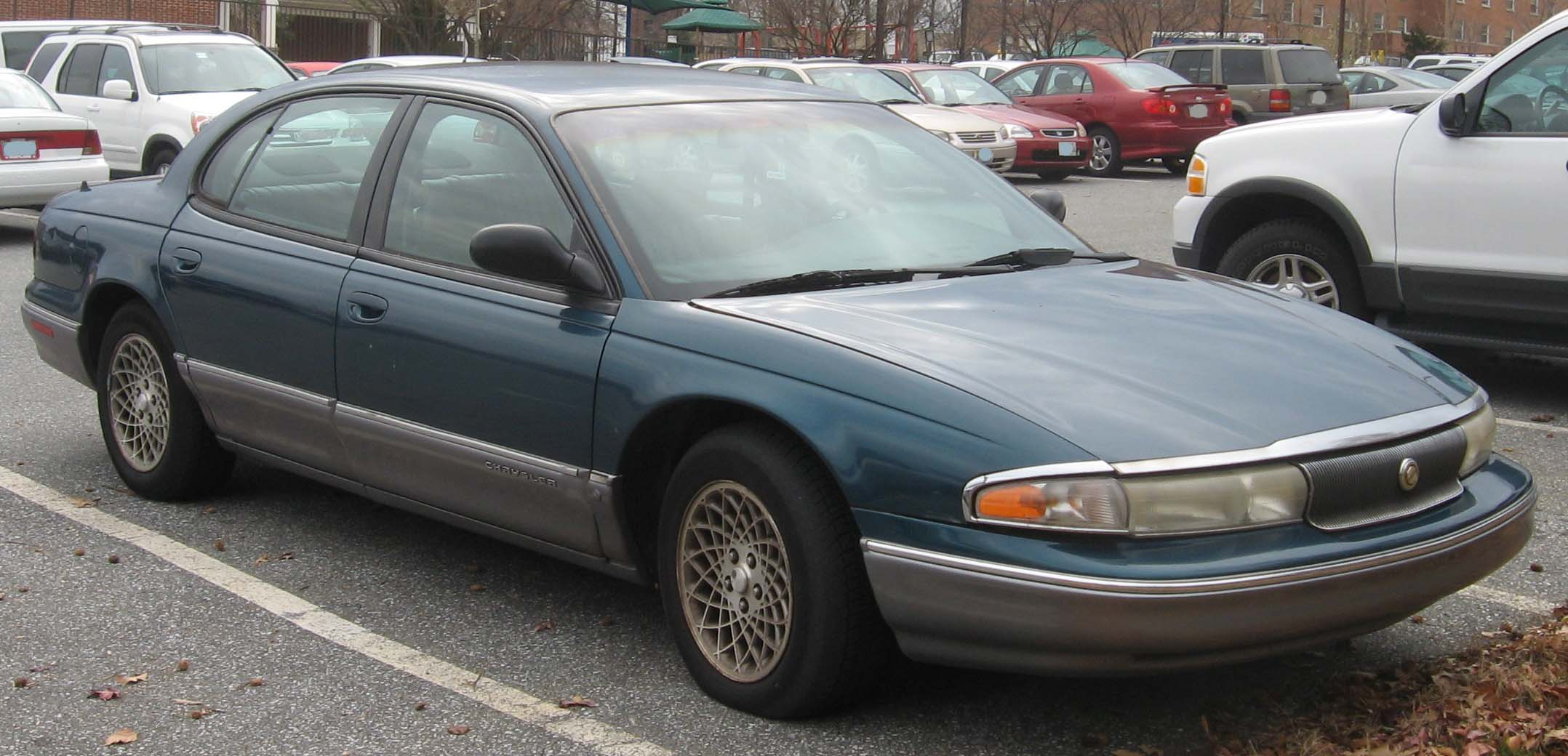
New Yorker 1995

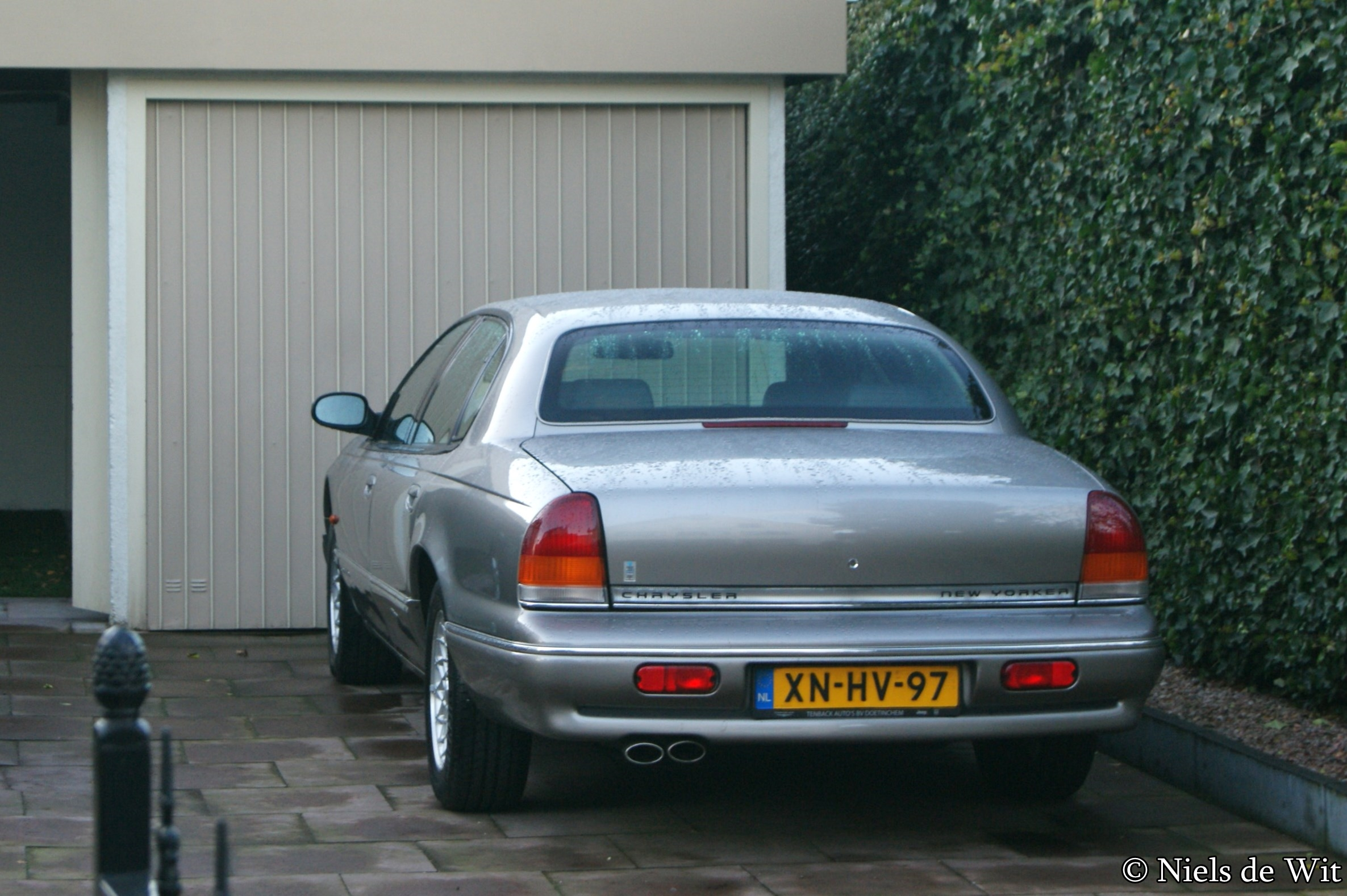

Новий New Yorker був представлений на Північноамериканському міжнародному автосалоні (NAIAS) у 1993 році та потрапив на ринок у травні 1993 року, як модель 1994 року. Проект вперше пропагував філософію руху кабіни вперед та мав довгу колісну базу, відносно короткі звиси та посунуту вперед пасажирську кабіну з відповідно коротким капотом.
Модель Chrysler New Yorker базувалася на платформі LH групи Chrysler і, таким чином, була тісно пов'язана з моделями Chrysler Concorde, Chrysler LHS, Dodge Intrepid та Eagle Vision. Не було варіанту Plymouth.
Його виготовляли з лютого 1993 року на заводі Chrysler Bramalea в Канаді.
Він приводиться в рух виключно 3,5-літровим двигуном V6 з 24 клапанами та потужністю 214 к.с.), який передає крутний момент на передні колеса через чотириступінчасту автоматичну коробку передач. New Yorker розташовувався між верхньою моделлю LHS та базовою моделлю серії LH Chrysler Concorde.
У 1995 році автоматичну коробку передач було переглянуто для плавнішого переключення.
Через різке зниження попиту Chrysler припинив виробництво в Chrysler New Yorker влітку 1996 року. Ідентичний LHS та трохи менший Concorde отримали серйозний ліфтинг, і його все ще пропонували протягом декількох років.
До цього часу Chrysler на платформі LH створив близько 61 000 примірників New Yorker.

### Двигуни
- 3.5 L EGE V6 214 к.с.